# Kongō (lớp tàu khu trục)
| Tàu khu trục lớp Kongo                                                            | Tàu khu trục lớp Kongo                                                               | Tàu khu trục lớp Kongo                                               |
| --------------------------------------------------------------------------------- | ------------------------------------------------------------------------------------ | -------------------------------------------------------------------- |
| JDS Kirishima (DDG-174) rời Trân Châu Cảng để tham gia cuộc tập trận RIMPAC 2014. |                                                                                      |                                                                      |
| Khái quát về lớp tàu                                                              |                                                                                      |                                                                      |
| Kiểu                                                                              | Tàu khu trục tên lửa                                                                 | Tàu khu trục tên lửa                                                 |
| Bên sử dụng                                                                       | Hải quân Nhật Bản                                                                    | Hải quân Nhật Bản                                                    |
| Bên chế tạo                                                                       | Ishikawajima Harima Heavy Industries                                                 | Ishikawajima Harima Heavy Industries                                 |
| Bên chế tạo                                                                       | Mitsubishi Heavy Industries                                                          |                                                                      |
| Thời gian đóng                                                                    | 1990 - 1998                                                                          | 1990 - 1998                                                          |
| Thời gian hoạt động                                                               | 1993 - nay                                                                           | 1993 - nay                                                           |
| Lớp trước                                                                         | DD：Tàu khu trục lớp Hakazate                                                        | DD：Tàu khu trục lớp Hakazate                                        |
| Lớp sau                                                                           | DD: Tàu khu trục lớp Atago                                                           | DD: Tàu khu trục lớp Atago                                           |
| Đặc điểm khái quát                                                                |                                                                                      |                                                                      |
| Trọng tải choán nước                                                              | Tiêu chuẩn 7,250 tấn                                                                 | Tiêu chuẩn 7,250 tấn                                                 |
| Trọng tải choán nước                                                              | Đầy tải 9,485 tấn                                                                    |                                                                      |
| Độ dài                                                                            | 161m                                                                                 | 161m                                                                 |
| Sườn ngang                                                                        | 21m                                                                                  | 21m                                                                  |
| Mớn nước                                                                          | 6,2m                                                                                 | 6,2m                                                                 |
| Hệ thống động lực                                                                 | Hệ thống COGAG                                                                       | Hệ thống COGAG                                                       |
| Hệ thống động lực                                                                 | Động cơ tuabin khí Ishikawajima Harima LM2500                                        | 4                                                                    |
| Hệ thống động lực                                                                 | Máy phát điện tuabin khí Allison 501 K-34                                            | 3                                                                    |
| Tốc độ                                                                            | 30 hải lý/h (56 km/h)                                                                | 30 hải lý/h (56 km/h)                                                |
| Phạm vi hoạt động                                                                 | 6,000 hải lý                                                                         | 6,000 hải lý                                                         |
| Thủy thủ đoàn                                                                     | 300                                                                                  | 300                                                                  |
| Vũ trang                                                                          | Pháo hạm Oto Melara 127 mm                                                           | 1                                                                    |
| Vũ trang                                                                          | Hệ thống Mk-15 Vulcan Phalanx CIWS                                                   | 2                                                                    |
| Vũ trang                                                                          | RIM-66M-2 Standard SM-2ER Block 3A/RIM-161 Standard SM-3 Block 1A ABM (90 ống phóng) | 1                                                                    |
| Vũ trang                                                                          | RGM-84D-4 Harpoon (Block 1C) (4 ống phóng)                                           | 2                                                                    |
| Vũ trang                                                                          | RUM-139 VL ASROC (32 ống phóng)                                                      | 1                                                                    |
| Vũ trang                                                                          | Dàn phóng ngư lôi 3 ống phóng HOS-302                                                | 2                                                                    |
| Trực thăng săn ngầm                                                               | Sàn đáp cho 2 trực thăng săn ngầm SH-60K, không có nhà chứa máy bay.                 | Sàn đáp cho 2 trực thăng săn ngầm SH-60K, không có nhà chứa máy bay. |
| Hệ thống điều khiển hỏa lực (FCS)                                                 | FCS-2-21G                                                                            | 1                                                                    |
| Hệ thống điều khiển hỏa lực (FCS)                                                 | Mk-99 FCS                                                                            | 3                                                                    |
| C4I                                                                               | Hệ thống thông tin vệ tinh AN/USC-32 (EHF)                                           | Hệ thống thông tin vệ tinh AN/USC-32 (EHF)                           |
| C4I                                                                               | Hệ thống thông tin vệ tinh NORA-1                                                    |                                                                      |
| C4I                                                                               | Hệ thống thông tin vệ tinh NORQ-1                                                    |                                                                      |
| C4I                                                                               | Hệ thống chiến đấu Aegis (AWS)                                                       |                                                                      |
| C4I                                                                               | Hệ thống kiểm soát tác chiến chống ngầm OYQ-102 ASWCS                                |                                                                      |
| Cảm biến/radar                                                                    | Radar quét mạng pha điện tử chủ động AN/SPY-1D                                       | 1                                                                    |
| Cảm biến/radar                                                                    | Radar định vị nhận dạng và theo dõi mục tiêu mặt nước OPS-28D                        | 1                                                                    |
| Cảm biến/radar                                                                    | Radar chuyển hướng, dẫn đường OPS-20                                                 | 1                                                                    |
| Sonar                                                                             | Sonar kết hợp chủ/bị động phát hiện và xác định vị trí tàu ngầm OQS-102              | 1                                                                    |
| Sonar                                                                             | Sonar kiểu mảng kéo OQR-2                                                            | 1                                                                    |
| Hệ thống tác chiến điện tử                                                        | Hệ thống chiến tranh điện tử tích hợp ESM/ECM NOLQ-2                                 | Hệ thống chiến tranh điện tử tích hợp ESM/ECM NOLQ-2                 |
| Hệ thống tác chiến điện tử                                                        | Hệ thống nhử mồi ngư lôi kiểu mảng kéo Type 04                                       |                                                                      |
| Hệ thống tác chiến điện tử                                                        | Thiết bị phóng mồi bẫy Mk.137                                                        | 4                                                                    |

Tàu khu trục lớp Kongō (tiếng Nhật: こんごう型護衛艦) là lớp tàu khu trục mang tên lửa có điều khiển (DDG) đầu tiên của Lực lượng Phòng vệ trên biển Nhật Bản (JMSDF) được chế tạo trên nền tảng hệ thống chiến đấu Aegis và cũng là lớp tàu Aegis đầu tiên được chế tạo bên ngoài lãnh thổ Liên bang Mỹ. Đây là một trong những tổ hợp tác chiến hiện đại và phức tạp nhất thế giới, biến khu trục hạm lớp Kongo thành một phần quan trọng trong hệ thống phòng thủ chống tên lửa đạn đạo chiến thuật của Nhật Bản.

## Lịch sử phát triển

### Quá trình phát triển của tàu khu trục lớp Arleigh Burke
Đầu năm 1978, Bộ tư lệnh Hải quân Mỹ đau đầu với bài toán tàu khu trục. Trong khi đó ở bên kia đại dương, Hải quân Liên Xô liên tục cho các lớp tàu khu trục mới của họ vào biên chế, đó là các lớp Udaloy, Sovremenny… với các công nghệ tối tân mà các quốc gia đều thèm muốn. Người Mỹ cũng không muốn bị lép vế nên đã có khá nhiều kế hoạch được vạch ra nhưng chỉ 2 kế hoạch được phê duyệt: Một là nâng cấp tiếp lớp Ticonderoga, Hai là chế tạo 1 lớp tàu khu trục mới với những công nghệ mới hơn. Tuy nhiên phương án 2 đã được lựa chọn bởi:
+Lớp tàu mới sẽ đỡ tốn kém hơn nâng cấp chiếc Ticonderoga.
+Lớp Ticonderoga quá tốn kém tiền bạc bởi cần thay thế nhiều hệ thống máy và radar mới.
+Lớp Ticonderoga đã quá cũ, nếu nâng cấp thì họ cũng sẽ phải lên kế hoạch để nâng cấp cho nó tiếp trong những năm tiếp theo mà như vậy thì quá lãng phí.
Theo đó, Hải quân Liên bang Mỹ muốn tạo ra một loại tàu chiến kết hợp những kỹ thuật tiên tiến nhất, có khả năng tàng hình trước radar và cảm biến của đối phương, đồng thời cung cấp khả năng phòng thủ chống máy bay, tên lửa hành trình và tàu ngầm tấn công của Liên Xô. Ngoài ra, nó còn có nhiệm vụ hộ tống nhóm tác chiến tàu sân bay trên những vùng đại dương cách xa căn cứ hải quân và không quân Mỹ.
Với các nhu cầu đó, Hải quân Liên bang Mỹ năm 1985 ký hợp đồng trị giá 321,9 triệu USD với Nhà máy đóng tàu Bath Iron Work để chế tạo chiếc tàu đầu tiên thuộc lớp này mang tên USS Arleigh Burke (DDG-51). Tàu được hạ thủy ngày 16 tháng 9 năm 1989, đi vào biên chế chính thức ngày 4 tháng 7 năm 1991.
Lớp tàu khu trục Arleigh Burke được đặt tên theo tên của Đô đốc Arleigh Burke (1901-1996) lừng danh của Mỹ, ông từng là sĩ quan chỉ huy của các Hải đoàn 43, 44, Squadron 12 và Squadron 23 (*squadron: một đội tàu gồm 2, 3 hải đoàn, có chức năng tương tự như một hạm đội cỡ nhỏ).
Arleigh Burke nổi tiếng với những trận đánh tiêu diệt Hải quân Đế quốc Nhật trong thế chiến thứ 2 với các trận như Leyte, Luzon và đặc biệt là trận chiến với chiếc thiết giáp hạm lớn nhất thế giới IJNS Yamato của IJN. Ông từng đảm nhiệm vị trí Tham mưu trưởng Bộ tư lệnh Hải quân Liên bang Mỹ trong suốt thời gian đương nhiệm của Tổng thống Eisenhower và cả Tổng thống Kennedy.
Arleigh Burke được thiết kế để trở thành một chiếc khu trục đa nhiệm, nó có thể đảm nhiệm mọi nhiệm vụ bao gồm:
+ Hệ thống tác chiến chống máy bay: được hỗ trợ từ các radar của hệ thống tác chiến tối tân Aegis, với sự mạnh mẽ của những bệ phóng chống máy bay RAM.
+ Hệ thống tác chiến chống hạm: nhờ có hệ thống Aegis, nó có thể định vị các tàu địch ở khoảng cách khá xa, cùng đó là các tên lửa hạm đối hạm Harpoon mạnh mẽ.
+ Hệ thống tác chiến chống ngầm: hệ thống định vị thủy âm và hệ thống sonar tối tân, hiện đại nhất của phía NATO là AN/SQS-53S với khả năng quét sonar pha chủ động, AN/SQR-19 với khả năng truy quét các mục tiêu trong phạm vi của nó và hệ thống AN/SQQ của hệ thống chống ngầm từ các trực thăng SH-60 SeaHawk. Bên cạnh đó là các máy phóng ngư lôi MK-46, MK-50 và MK-54 trên tàu đủ sức quét sạch cả một hạm đội tàu ngầm.
+ Hệ thống tác chiến tấn công mặt đất: Với các tên lửa hành trình tầm xa Tomahawk, nó có khả năng tấn công ngay từ trên mặt biển nhằm vào các mục tiêu trên đất liền.
Là một trong những lớp tàu khu trục tối tân và hiện đại nhất của phía NATO, Arleigh Burke được coi như là một bản nâng cấp tổng thể từ 2 chiếc Spruance và Ticonderoga. Ngay từ khi được biên chế cho cho Hạm đội 3 kiểm soát khu vực tây Đại Tây Dương của Mỹ, nó đã được giới chuyên môn nhận định: "Arleigh Burke là chiếc tàu khu trục mạnh nhất, hiện đại nhất với những khả năng ưu việt nhất từng được chế tạo".
Đây là lớp tàu khu trục đa nhiệm với nhiều khả năng tác chiến trong mọi hoàn cảnh. Với thiết kế thừa hưởng từ Spruance, Arleigh Burke có một sức mạnh tuyệt vời nhờ hệ thống máy turbine General Electric LM2500-30 hiện đại và thiết kế rẽ sóng để đạt được vận tốc 54 hải lý/giờ. Mạnh mẽ và bất khả chiến bại đó là khi nói đến vũ khí của Ticonderoga mà Arleigh Burke thừa hưởng. Cộng thêm vào đó là hệ thống tác chiến Aegis đã làm cho nó trở thành một kẻ hủy diệt của Hải quân Mỹ.
Để có được những tính năng ưu việt như vậy, đội ngũ kỹ sư đã phải nghiên cứu khá nhiều từ một số lớp tàu khu trục của NATO để có thể kết hợp lại với nhau tạo nên 1 chiếc tàu bất khả chiến bại. Cấu tạo lớp vỏ hợp kim không bị ăn mòn của Arleigh Burke là sự kết hợp của sắt, crom và cả nhôm. Nhôm làm nhẹ thân tàu để có thể tăng tốc độ cho tàu. Cải tiến này là nhờ bài học từ chiếc USS Belknap (CG-26) với quá nhiều nhôm trong kết cấu vỏ tàu khiến khả năng chịu nhiệt kém. Bên cạnh đó, Arleigh Burke đã tận dụng được điểm mạnh của chiếc HMS Sheffield thuộc Hải quân Hoàng gia Anh là lớp vỏ kiên cố với 2 lớp hợp kim, giữa 2 lớp này là 1 lớp rỗng giúp tăng khả năng sống sót của con tàu khi bị các tên lửa tấn công. Ngoài ra, ở lớp vỏ tàu còn có thêm một lớp giáp bằng thép kevlar nặng tới 70 tấn, loại thép này có độ bền gấp 5 lần thép thường.
Tàu được định dạng bằng 31 module chức năng khác nhau, giúp giảm thiểu tối đa thời gian sửa chữa và có thể dễ dàng thay thế các khoang bị phá hủy trong chiến đấu một cách nhanh chóng. Thân tàu được thiết kế đảm bảo khả năng giảm tín hiệu hồng ngoại đồng thời giảm diện tích phản xạ radar. Sàn đáp trực thăng phía sau được kéo dài hơn, điều này dẫn đến tàu có chiều dài hơn so với các tàu khu trục khác. Arleigh Burke là lớp tàu khu trục đầu tiên của Mỹ có khả năng tham chiến trong mọi cuộc xung đột, kể cả là chiến tranh hạt nhân, sinh học thậm chí là hóa học. Bởi Arleigh Burke được trang bị hệ thống lọc không khí tiên tiến, hệ thống tự động tìm kiếm và khoanh vùng khu vực hỏng hóc hoặc tổn thất, tự động đóng cửa và nắp các khoang, khởi động máy bơm nước và hệ thống cứu hỏa tự động, cùng với đó là lớp vỏ có khả năng ngăn chặn các loại tia Alpha và Beta từ các vụ nổ hạt nhân. Ngoài ra, tàu còn có cả thiết bị lọc nước biển và hệ thống xử lý nước cho các thủy thủ trên tàu.   
Aegis có thể nói là linh hồn của chiếc Arleigh Burke. Aegis là một hệ thống tác chiến hiện đại nhất thế giới hiện nay. Nó là một trí tuệ nhân tạo có khả năng kiểm soát mọi tình hình trong các cuộc chiến trên biển, có thể đưa ra các giải pháp tấn công và phòng thủ cho Arleigh Burke. Aegis còn hỗ trợ thêm cả hệ thống tên lửa đạn chặn, nhằm hạ gục bất kỳ tên lửa tấn công xuyên lục địa (ICBM) nào trong phạm vi của nó. Hiện nay, chưa có lớp tàu khu trục nào trên thế giới kể cả từ phía Nga có được hệ thống này.
Lớp Arleigh Burke được chia thành nhiều phiên bản (Flight). 21 tàu đầu tiên từ DDG-51 tới DDG-71 được xếp vào Flight I, 7 chiếc tiếp theo (DDG-72 tới DDG-78) thuộc Flight II. Bản nâng cấp IIA được chế tạo từ cuối năm 1997, bao gồm 54 chiếc đã được biên chế (DDG-79 đến DDG-123). Flight III gồm các tàu từ DDG-124 trở đi.
Lượng giãn nước toàn tải của Flight I là 8.315 tấn, Flight II là 8.400 tấn, Flight IIA tăng tới 9.200 tấn và Flight III là 9.800 tấn. Flight I và II có chung chiều dài 154 m, trong khi Flight IIA kéo dài lên mức 155 m. Chiều rộng tất cả các tàu đều là 20 m.

### Phiên bản Arleigh Burke của Lực lượng Phòng vệ trên biển Nhật Bản
Từ năm 1981, Chính phủ Nhật Bản đã tiến hành các cuộc thảo luận với Mỹ trong việc chuyển giao cho Nhật Bản công nghệ Aegis. Vào năm 1984, sau nhiều năm đàm phán liên tục, Nhật Bản đã rất khó khăn mới có thể nhận được sự đồng ý của Chính phủ Mỹ, tháng 8 cùng năm "Dự án Aegis" được thành lập. Sự kiện này đánh dấu Nhật Bản trở thành quốc gia đồng minh đầu tiên của Mỹ được tiếp cận công nghệ mật này. Tháng 8 năm 1985, "Dự án thế trận phòng không ngoài khơi"  được tổ chức  . Cũng trong năm 1985, JMSDF đã hủy bỏ việc đóng mới tàu thứ ba thuộc lớp Haneda, phần ngân sách được chuyển giao cho kế hoạch đóng mới các tàu Aegis.
Từ tháng 5 năm 1986 đấn năm 1987, JMSDF đã tiến hành nghiên cứu, thiết kế lớp tàu khu trục mới cũng như xây dựng các học thuyết, phương pháp tác chiến mới phù hợp với lớp tàu này. Kết quả của các nghiên cứu này đã được Hội đồng An ninh Quốc gia Nhật Bản thông qua vào tháng 12 năm 1987. Tàu khu trục lớp Kongo đã thực sự tạo ra một bước đột phá lớn cho công nghiệp đóng tàu chiến cũng như năng lực tác chiến của Lực lượng Phòng vệ trên biển Nhật Bản (JMSDF). Quá trình nghiên cứu, chế tạo được thực hiện bởi Ishikawajima Harima Heavy Industries và Mitsubishi Heavy Industries. Toàn bộ dự án đóng tàu này có chí phí lên đến 122.300.000.000 Yên. Thân tàu được đóng tại Nhà máy đóng tàu Tokyo số 1 và Nhà máy đóng tàu Nagasaki.
Chiếc đầu tiên mang số hiệu JDS Kongo DDG-173 đã được Nhật khởi đóng vào tháng 5 năm 1990 và được hạ thủy vào tháng 3 năm 1993. Trong giai đoạn 1992-1998, 3 chiếc tiếp theo cũng đã lần lượt được phía Nhật đóng mới và đưa vào sử dụng (JDS Kirishima DDG-174, JDS Myoko DDG-175 và JDS Chokai DDG-176). Cả bốn tàu của Nhật đều được đặt theo tên các tàu chiến lừng danh của Hải quân Đế quốc Nhật Bản từng tham chiến trong Chiến tranh thế giới thứ 2.
Lớp Kongo nằm trong số các khu trục hạm lớn nhất từng được JMSDF chế tạo, cho tới khi tàu khu trục lớp Atago ra đời. Khác với hàng chục tàu khu trục lớp Arleigh Burke "hàng chợ" của Hải quân Liên bang Mỹ, người Nhật đã trang bị cho 4 tàu khu trục hiện đại nhất của mình những trang thiết bị đa dạng, biến chúng thành các tàu khu trục đa năng, đáp ứng nhiều vai trò tác chiến trong mọi hoàn cảnh: tác chiến phòng không (AAW), chống ngầm (ASW) và chống tàu mặt nước (ASuW). Ngoài ra, tàu còn có thể tham gia thực hiện nhiều nhiệm vụ thông thường khác, như đảm bảo an ninh hàng hải, tìm kiếm cứu hộ, hộ tống, đổ bộ và vận tải...
Tàu khu trục lớp Kongo có một vẻ ngoài khá đặc biệt, phải nói là chẳng giống bất kỳ chiếc khu trục nào từng được trang bị cho JMSDF. Nhưng nhờ với vẻ ngoài khác biệt đó, nó có thể qua mặt được bất kỳ hệ thống radar nào trên thế giới. Tuy dựa trên nền tảng thiết kế chính là tàu khu trục lớp Arleigh Burke, nhưng biến thể của Nhật khác nhiều mẫu cơ sở cả về thiết kế bên trong, lẫn ngoại hình. 
Tàu có cột buồm dạng chấn song thẳng đứng thay vì hơi nghiêng ra phía sau như tàu khu trục lớp Arleigh Burke của Mỹ. Cấu trúc thượng tầng của tàu được làm bằng hợp kim nhôm, gia cố thêm nhựa thủy tinh để làm giảm khối lượng, đồng thời có cấu trúc dẹp cao và vát hơn so với nguyên mẫu. Ngoài ra, với việc bổ sung thêm nhiều khoang trên phần thượng tầng, làm Kongo cao hơn so với bản Arleigh Burke Flight I. So với mẫu Arleigh Burke cơ sở, sự bố trí vũ khí trang bị cũng có sự thay đổi, một khẩu pháo hạm 127mm của Công ty OTO Melara, Italia được lắp thay cho pháo hạm Mk-45 của Mỹ. 
Điểm khác biệt lớn nhất của các tàu thuộc lớp Kongo và Atago so với các các phiên bản Arleight Burke của Mỹ là tàu khu trục Nhật Bản không được trang bị tên lửa hành trình Tomahawk, đáp ứng chủ trương phòng thủ, không sử dụng vũ khí tấn công của JMSDF. Tuy nhiên, chính phủ Nhật Bản đang xem xét việc mua tên lửa Tomahawk, chính thức hoàn thiện kho vũ khí cho các chiến hạm mạnh nhất của mình.
Kongo cũng là một trong những chiếc tàu khu trục có kích thước khổng lồ: dài 161m, rộng 21m, mớn nước 6,2m, chiều dài của tàu chỉ kém tàu khu trục lớp Cơ Long của Đài Loan 16.7m. Tàu có tải trọng đầy tải tới 9.500 tấn, tải trọng của tàu đạt gần bằng tải trọng của tàu tuần dương nếu xét theo tiêu chuẩn NATO.
Do tải trọng và kích thước quá lớn nên tàu khu trục này bị hạn chế khả năng hoạt động khi tác chiến tại các khu vực gần bờ. Để vận hành con tàu cần có đội thủy thủ đoàn khoảng 300 người, trên các tàu khu trục lớp Kongo có không dưới 10 sĩ quan chỉ huy cấp cao điều hành các bộ phận. Tuổi đời trung bình của thủy thủ đoàn trên tàu khu trục lớp Kongo là 35 tuổi.

## Không gian sinh hoạt của thủy thủ đoàn
Các khoang sinh hoạt của tàu được bổ trí ở khoảng giữa thân tàu và khoang trên boong thượng. Các gường tầng nhỏ được lắp thành các block có 6 gường, các block được ngăn bằng các vách ngăn mỏng. Lớp sàn của tàu được thiết kế không gian thân thiện với thủy thủ đoàn, cách sắp xếp ngăn nắp và không gian làm việc rộng mở cho phép việc đi lại dễ dàng từ đầu tàu tới cuối tàu. Lối đi được thiết kế chống trượt, rộng rãi, trang bị các đèn LED chiếu sáng thấp dùng cho các hoạt động về đêm, và bố trí cẩn thận, hợp lý các thanh cầm tay. Thuyền viên có thể đi lại trên tàu một cách an toàn dù là ngày hay đêm, thậm chí trong cả điều kiện thời tiết bất lợi.
Các nhà thiết kế cũng lắp đặt trên tàu một thư viện nhỏ với hàng nghìn đầu sách khác nhau, ngoài giờ trực chiến các thủy thủ đoàn và sĩ quan có thể đến đây tham khảo, bổ sung kiến thức cho mình hoặc đơn giản chỉ là thú vui đọc sách giết thời gian vì thực tế cuộc sống trên tàu rất tẻ nhạt, không có nhiều phương tiện giải trí. Rất nhiều thủy thủ JMSDF đã tự học trong quá trình công tác trên biển để thi lên các cấp sĩ quan chỉ huy cao hơn, một vài người lại sử dụng khoảng thời gian này cho việc tìm hiểu những kiến thức thuộc các ngành nghề khác để có kỹ năng xin việc sau khi rời quân ngũ.
Không thể thiếu được trên tàu đó là phòng giặt là, thủy thủ đoàn sẽ giặt quần áo theo lịch được xếp trước, tránh tình trạng lộn xộn, gây lẫn lộn quân trang. Ngoài quân phục bao gồm áo ngoài, quần ngoài và đồ lót, các thủy thủ được phép mang theo và sử dụng trên tàu các loại áo phông và quần cộc tối màu. Phòng phơi đồ ngay cạnh phòng giặt, vì không có ánh nắng chiếu vào phòng này nên phòng được lắp đặt hệ thống hút ẩm bằng quạt gió và đèn công suất cao để hong khô quần áo. Các máy bán hàng tự động cũng được lắp đặt với rất nhiều đồ ăn vặt và mì hộp các loại để phục vụ nhu cầu của các thủy thủ. Những đồ ăn vặt và đồ hộp này có hạn sử dụng khá lâu nên được dự trữ với số lượng lớn trên tàu, đảm bảo đáp ứng đủ nhu cầu của binh lính trong các cuộc hành quân dài ngày trên biển. Trên tàu còn có hệ thống máy tính để bàn để phục vụ cho việc giải trí của các thủy thủ. Do đa phần đều là thủy thủ trẻ tuổi nên các máy tính ở đây dù không có mạng internet để sử dụng nhưng lúc nào cũng có sẵn khá nhiều game cho thủy thủ giải trí bằng hệ thống mạng nội bộ.
Phòng tập đa năng với nhiều loại máy tập hiện đại giúp thủy thủ đỡ "cuồng chân cuồng tay" khi phải sinh hoạt và làm việc trong một không gian chật trội suốt thời gian dài. Các máy chạy bộ luôn hoạt động hết công suất để phục vụ cho nhu cầu giải phóng năng lượng của các thủy thủ. Ngoài ra còn có các máy tập đạp xe, tạ nâng các loại, xà đơn và xà kép,v..v... để các binh lính nâng cao sức khỏe cũng như rèn luyện thể lực cho bản thân. Do là một con tàu hiện đại, sử dụng rất nhiều các công nghệ tự động lại không có không gian chạy nhảy nên nếu không có chế độ tập luyện thường xuyên các thủy thủ sẽ rất dễ rơi vào tình trạng... béo bụng giống với dân văn phòng.
Trên tàu còn có một phòng y tế nhỏ với đầy đủ trang thiết bị y tế, thuốc thang cũng như bác sĩ để chữa trị cho những thủy thủ không may bị bệnh giữa biển. Các cán bộ của phòng y tế này cũng kiêm luôn nhiệm vụ kiểm soát vệ sinh trên tàu, công việc này được tiến hành thường xuyên và sát sao do đặc tính ở tập trung trong không gian hẹp nên các bệnh như ghẻ lở, lang ben, kiết lỵ, tả,... rất dễ lây lan nếu không được phát hiện và xử lý kịp thời. Kho thuốc trên tàu có đủ số lượng thuốc cho nhiều loại bệnh khác nhau từ cảm cúm, sốt cho tới các loại kháng sinh liều cao, thuốc giảm đau, thuốc an thần. Đặc biệt các kho thuốc trên các tàu chiến của JMSDF thường có lượng dự trữ thuốc giảm đau dạng gây nghiện như Morphin rất cao, đề phòng trường hợp các thủy thủ bị thương nặng trong khi giao tranh.
Phòng thông tin của tàu với nhân viên trực ban có nhiệm vụ đọc các thông tin về tình hình chính trị, xã hội của Nhật Bản cũng như của thế giới hàng ngày cho binh sĩ. Do đặc tính tách biệt hoàn toàn với đất liền để đảm bảo bí mật vị trí tàu nên các bản tin cập nhật thông tin rất được chú trọng để binh lính có thể cập nhật được tin tức từ trong đất liền sớm nhất có thể. Phòng bếp trên tàu có dự trữ khá nhiều đồ ăn đông lạnh, từ thịt cho tới rau củ quả. Nhà bếp hoạt động 24/7 để phục vụ cho 2 ca làm việc kéo dài 12 tiếng mỗi ngày, các thủy thủ sẽ có đồ ăn nóng phục vụ bất cứ lúc nào họ muốn. Phòng ăn cũng như đồ ăn của sĩ quan được chuẩn bị riêng. Khẩu phần ăn của thủy thủ Nhật Bản thường mang đậm chất truyền thống và cá là một trong những thực phẩm không thể thiếu trong các bữa ăn của người Nhật nói chung và binh sĩ JMSDF nói riêng.
Vì diện tích các phòng chức năng, khu giải trí trên tàu có hạn nên trong lúc giải lao các thủy thủ trên tàu cũng phải đảm bảo kỷ luật giờ giấc nghiêm ngặt, các thủy thủ cũng phải tránh tuyệt đối việc tụ tập với số lượng lớn người ở một phòng nào đó, gây khó khăn trong trường hợp có báo động khẩn hoặc sẽ bị tổn thất nặng về nhân mạng khi bị tấn công bất ngờ mà không kịp di chuyển vào vị trí trực chiến.

## Hệ thống điện tử
Tàu khu trục lớp Kongo được trang bị hệ thống Chỉ huy, kiểm soát, thông tin, máy tính và tình báo (Command, Control, Computer, Communication & Intelligence - C4I). Hệ thống C4I bao gồm các hệ thống thông tin vệ tinh AN/USC-32 (EHF), NORA-1, NORQ-1, hệ thống chiến đấu Aegis (AWS) và hệ thống kiểm soát tác chiến chống ngầm OYQ-102 ASWCS.

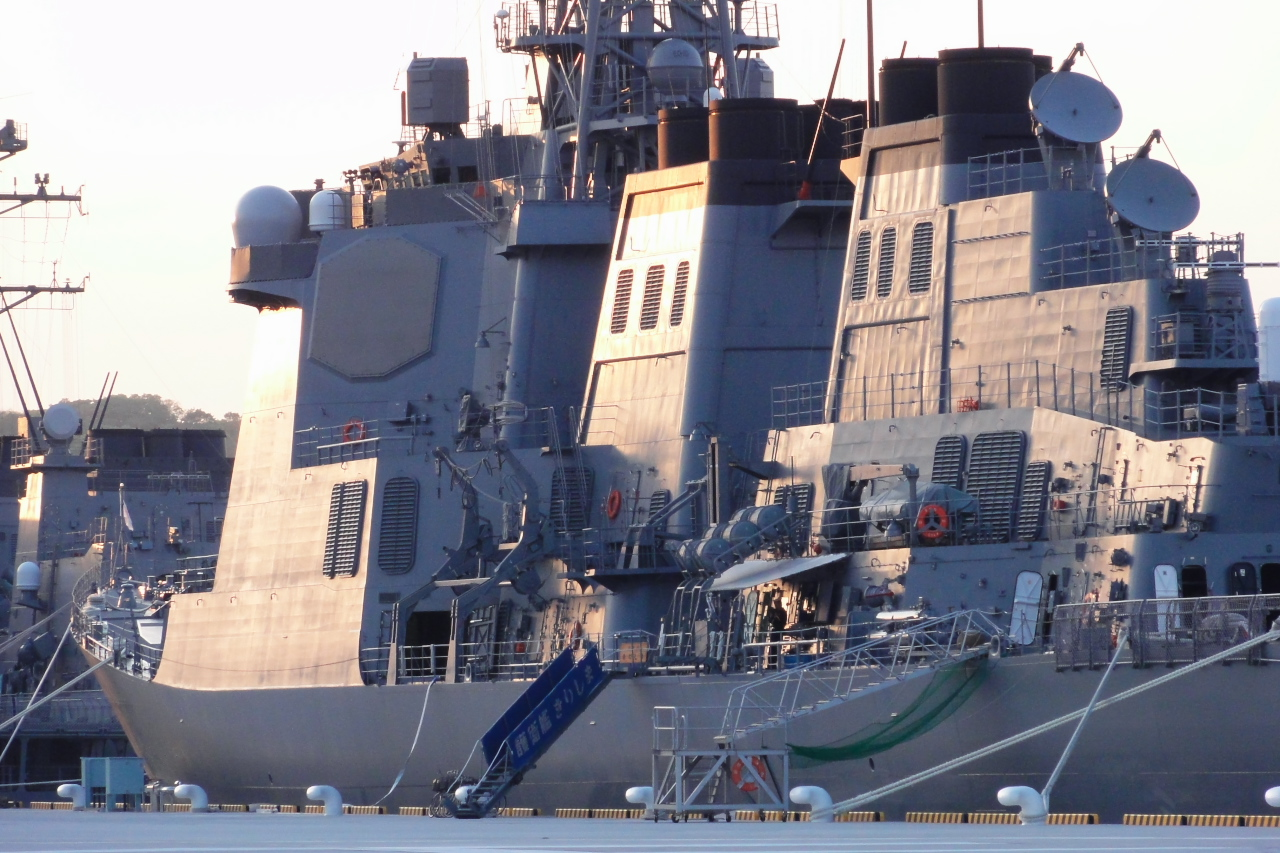
Radar quét mạng pha điện tử chủ động AN/SPY-1D của tàu JDS Kirishima (DDG-174).
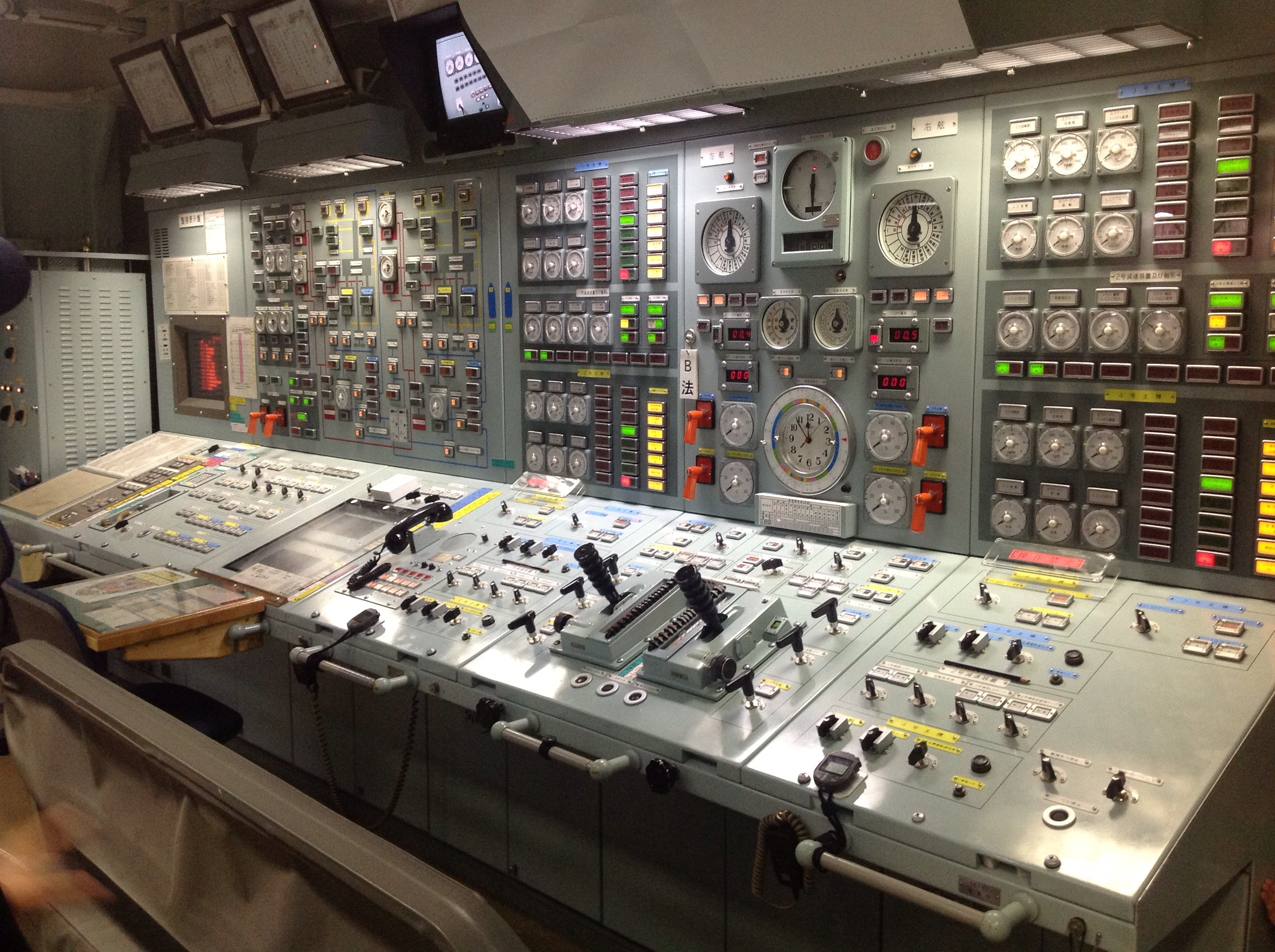
Phòng điều khiển trung tâm của tàu JDS Chokai (DDG-176).
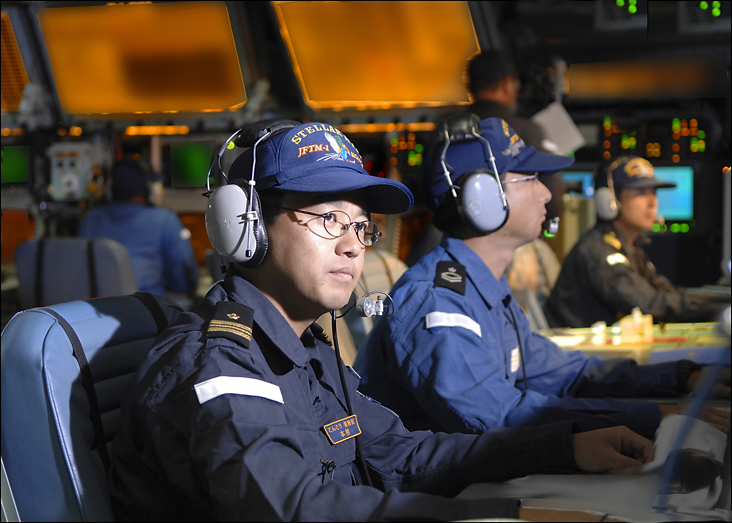
Các thủy thủ của tàu JDS Kongo (DDG-173) đang triển khai hệ thống chiến đấu Aegis (ASW) trong chương trình phóng thử nghiệm tên lửa đánh chặn RIM-161 Standard SM-3 block 1A ABM, ngoài khơi đảo Kauai, Hawaii, ngày 18 tháng 12 năm 2007.

### Hệ thống chiến đấu Aegis (AWS)
Aegis là viết tắt của cụm từ Airbonne Early-waring Ground Intergration Segment (Bộ phận hợp nhất thông tin cảnh báo sớm đường không trên mặt đất). Hệ thống Aegis được Lockheed Martin thiết kế và đưa vào sử dụng lần đầu đầu tiên từ năm 1987 trên tàu tuần dương lớp Ticonderoga, biến thể sử dụng trên các phiên bản tàu khu trục lớp Arleigh Burke của Mỹ và các nước đồng minh được đưa vào sử dụng năm 1991. Hệ thống Aegis là một hệ thống công nghệ phát hiện, theo dõi, tấn công mục tiêu cực kỳ phức tạp. Đến nay, Aegis vẫn là hệ thống chiến đấu có 1-0-2 trên thế giới.
Trong năm 2007, tập đoàn Lockheed Martin đã nhận được hợp đồng trị giá 124 triệu USD để nâng cấp khả năng phòng thủ tên lửa đạn đạo cho 4 tàu khu trục lớp Kongo của JMSDF. Toàn bộ chương trình nâng cấp đã được phía Lockheed Martin hoàn tất vào năm 2010.
Bốn tàu khu trục lớp Kongo sẽ kết hợp cùng với các tàu khu trục lớp Arleight Burke của Mỹ trong khu vực châu Á tạo nên thế trận phòng thủ tên lửa đạn đạo chung giữa 2 nước. 
Radar AN/SPY-1D: "Trái tim" của hệ thống chiến đấu trên tàu khu trục Aegis Kongo là radar quét mạng pha điện tử thụ động (PESA) AN/SPY-1D được sản xuất bởi Lockheed Martin, hoạt động trên băng tần S (3,1 - 3,5 GHz). Kết cấu của AN/SPY-1D gồm 4 mảng radar kiểu dáng hình lục giác được thiết kế xung quanh tháp chỉ huy bao quát đủ 360 độ quanh tàu giúp cho việc trinh sát được liên tục, không bị ngắt quãng, cung cấp kênh dẫn hướng pha giữa cho tên lửa đánh chặn SM-2/SM-3.
Hệ thống này sử dụng 4 máy tính tốc độ cao để khống chế và điều khiển rada; 4 màn hình hiển thị độ phân giải cao; 4 đài chỉ huy điều khiển và 2 đài chỉ huy xuất/nhập tham số. Thông qua hệ thống cung cấp số liệu này, sĩ quan chỉ huy có thể dễ dàng nhận biết tình hình tác chiến xung quanh và có thể ngay lập tức ra lệnh cho các hệ thống chiến đấu. Kết hợp các công nghệ tiên tiến và hệ thống cấu trúc mạnh mẽ, radar AN/SPY-1D sử dụng nhiều chùm tia điện tử và xung Doppler kỹ thuật số khác nhau, cũng như các kỹ thuật đối phó điện tử (ECCM) mạnh mẽ. Với công suất phát 4MW, mỗi mảng có khả năng bắt, bám và dẫn tên lửa đánh hơn 200 mục tiêu cùng lúc, cho phép mỗi tàu Arleigh Burke quản lý tới 800 mục tiêu. Tuy nhiên, trên thực tế chỉ có thể đánh cùng lúc 4 mục tiêu ở cự ly ngoài 74 km do hạn chế về hệ thống điều khiển hoả lực.
Radar SPY-1D có khả năng phát hiện mục tiêu kích cỡ bằng quả bóng golf ở cự ly tới 165 km, phát hiện mục tiêu tên lửa đạn đạo ở cự ly tối đa 310 km. Ưu điểm lớn nhất của AN/SPY-1D là đường truyền dữ liệu tới tên lửa được tích hợp thẳng vào radar, thay vì phải dùng bộ phát riêng như các biến thể trước đó, còn nhược điểm là radar sẽ hoạt động kém hiệu quả khi hoạt động tác chiến tại các khu vực lộn xộn gần bờ (tức là các mục tiêu nằm giữa các khu vực vừa có mặt đất, mặt nước, núi đồi…). 
Hệ thống chỉ huy và quyết định Mk1 (CSD): Hệ thống chỉ huy và ra quyết định Mk1 là trung tâm điều khiển tác chiến trên các tàu chiến mặt nước với thành phần chính gồm: Máy tính tốc độ cao AN/UYK-7 và hệ thống hiển thị tổng hợp AN/UYK-43.
Hệ thống Mk1 có nhiệm vụ tiếp nhận và hiển thị các thông tin được truyền đến từ hệ thống rada trinh sát của các tàu chiến, máy bay, hệ thống sonar, radar trinh sát đường không, hệ thống điện tử và hệ thống trinh sát vệ tinh. Hệ thống Mk1 sử dụng 4 phương thức chỉ huy và ra quyết định đó là: Hoàn toàn tự động; tự động; bán tự động và thao tác ứng cứu.
Hệ thống kiểm soát và điều khiển vũ khí Mk1 (WCS): Hệ thống này có chức năng chính là khống chế, điều khiển toàn bộ các loại vũ khí được trang bị trên tàu chiến. Đối với hệ thống chiến đấu Aegis trên tàu chiến mặt nước, ngoài các loại vũ khí đối hải, đối đất và chống ngầm, hệ thống kiểm soát và điều khiển vũ khí Mk1 có thể điều khiển, kiểm soát được tên lửa phòng không SM, hệ thống vũ khí phòng không tầm gần, các loại vũ khí trang bị trên máy bay chiến đấu của JASDF đang tác chiến tại cùng khu vực và hệ thống tác chiến điện tử.
Hệ thống này sẽ nhận lệnh từ hệ thống chỉ huy và ra quyết định, sau đó căn cứ vào các tham số đo đạc liên quan tới mục tiêu từ hệ thống rada AN/SPY-1D. Những số liệu này sẽ được máy tính tốc độ cao xử lý để xác định khả năng uy hiếp của mục tiêu. Sau đó, hệ thống sẽ ra lệnh cho hệ thống phóng vũ khí Mk-41 mod 6 để tiêu diệt mục tiêu đồng thời lập tức báo cáo số kiệu ngược trở lại hệ thống chỉ huy và ra quyết định.    
Hệ thống hiển thị Aegis ADS: là máy tính điều khiển cung cấp hiển thị các hình ảnh phức tạp khác nhau về môi trường chiến thuật. Hệ thống được hiển thị dưới dạng hình ảnh mô phỏng đồ họa. Với ADS, thuyền trưởng có thể quan sát và kiểm soát tình trạng hệ thống như môi trường xung quanh, hệ thống vũ khí và tình huống chiến tranh cụ thể. Sau khi nhập dữ liệu hệ thống sẽ tự động hiển thị thông tin về vị trí của tàu và các hệ thống liên quan. ADS được cập nhật thông tin từ hệ thống CSD.    
Hệ thống hoạt động thử nghiệm ORTS: là hệ thống giám sát và thử nghiệm điều khiển máy tính, có khả năng phát hiện các lỗi, cách ly, theo dõi tình trạng và cấu hình lại hệ thống. ORTS tự động đánh giá và hiển thị mức cao nhất các tác động đến hệ thống. Thông qua bàn phím, các binh sĩ có thể bắt đầu thử nghiệm, đánh giá hiệu năng của hệ thống, tải các chương trình hay ứng dụng mới vào máy tính của Aegis. ORTS được thiết kế nhằm kiểm soát tất cả các lỗi có thể xảy đối với hệ thống đảm bảo cho hệ thống vận hành một cách chính xác nhất.
Hệ thống đào tạo Aegis: cho phép các binh sĩ trên tàu khu trục lớp Kongo thực hiện đào tạo thông qua các kịch bản chiến tranh. Hệ thống có khả năng ghi lại các tình huống, các sự kiện cụ thể cho việc tự đánh giá.

### Cảm biến/radar
Các bộ cảm biến trên tàu bao gồm radar định vị nhận dạng và theo dõi mục tiêu mặt nước OPS-28D (tương tự radar Mk-32 của Mỹ) và radar chuyển hướng, dẫn đường OPS-20.

### Sonar
Ngoài khả năng phòng không và tấn công mặt đất, những chiếc lớp Kongo còn đảm nhận nhiều nhiệm vụ khác, đặc biệt là tác chiến chống ngầm. Chúng được trang bị hệ thống kiểm soát tác chiến chống ngầm OYQ-102 ASWCS, hệ thống này sonar kết hợp chủ/bị động phát hiện; xác định vị trí tàu ngầm OQS-102 và sonar kiểu mảng kéo OQR-2 TASS sau tàu. Anten của OQS-102 được được gắn cố định trong quả cầu hình giọt nước ở mũi tàu, anten được tách rời khỏi các khoang trên tàu bằng bộ phận cách âm, giảm tối thiểu nhiễu thủy âm khi sonar hoạt động.

### Hệ thống kiểm soát hỏa lực (FCS)
Hệ thống điều khiển hỏa lực FCS-2-21G do Nhật tự sản xuất dùng để dẫn bắn cho pháo hạm 127 mm Oto Melara và hệ thống kiểm soát hỏa lực Mk-99. Hệ thống này có nhiệm vụ so sánh đối chiếu và phân loại các loại mục tiêu. Sau khi tiếp nhận tín hiệu từ hệ thống chỉ huy và ra quyết định Mk1, Mk-99 sẽ sử dụng hệ thống radar AN/APG-62A (hoạt động trên băng tần J) để tiến hành phân loại các loại mục tiêu khác nhau đồng thời ngay lập tức truyền tham số tới hệ thống phóng để sẵn sàng ra lệnh cho các tên lửa đánh chặn SM-2/SM-3. Tàu có 4 anten có thể cùng lúc dẫn tên lửa đánh 4 mục tiêu.

### Hệ thống chiến tranh điện tử
Phương thức "bảo vệ mềm" (soft-kill) của Kongo bao gồm hệ thống chiến tranh điện tử NOLQ-2 ESM/ECM và hệ thống mồi bẫy Mk-137 SRBOC (4 giá x18-ống phóng bố trí ở giữa thân tàu). Hệ thống này được cấu thành bởi hai bộ phận chính là trinh sát điện tử và gây nhiễu điện tử. Hệ thống chiến tranh điện tử NOLQ-2 ESM/ECM được điều khiển bởi một máy tính tốc độ cao có khả năng xử lý, quản lý hàng nghìn phép tính/giây và được vận hành bằng phương thức tự động hoặc bán tự động. Trong đó, bộ phận trinh sát điện tử sử dụng băng tần hỗ hợp nên có khả năng mở rộng dải trinh sát với độ chính xác lên tới 1 độ và phạm vi bao phủ 360 độ. Còn bộ phận gây nhiễu điện tử được cấu thành bởi 4 annten, mỗi anten có khả năng tác nghiệp một goc 90 độ với tổng cộng 140 dải tần số khác nhau. Hệ thống này có thể cùng một lúc gây nhiễu đối với 80 bộ radar với thời gian phản ứng trước các tình huống cực ngắn.
Hệ thống Mk-137 SRBOC thường kết hợp với hệ thống chiến tranh điện tử NOLQ-2 ESM/ECM. Mk-137 SRBOC được bắt đầu đưa vào trang bị từ năm 1976, với bán kính tác chiến gây nhiễn là 4 km; công suất gây nhiễu từ 7 - 8 kW; công suất gây nhiễu hồng ngoại từ 3 - 5 kW; độ cao tác chiến là 150m, độ trễ là 3,5 - 0,5 giây; thời gian hình thành khu vực gây nhiễu là 8,5 giây; thời gian hình thành tường hồng ngoại gây nhiễu là 6 giây. Cơ chế hoạt động của Mk-137 đó là phóng ra các quả rocket chứa nhiều lá nhôm để tạo các mục tiêu giả qua đó đánh lừa hệ thống đầu dò mục tiêu trên tên lửa của đối phương, từ đó khiến tên lửa đối phương bắn nhầm mục tiêu.
Ngoài ra, tàu còn có hệ thống nhử mồi ngư lôi kiểu mảng kéo Type 04 được điều khiển số hóa và thiết kế kiểu module, có khả năng đánh lừa loại ngư lôi tìm bắt mục tiêu nhờ âm thanh. Khi triển khai, Type 04 được phóng ra từ phía đuôi tàu thông qua ống phóng để phóng ra một phao tiêu hình dây, sử dụng một dây cáp điện đồng trục truyền tín hiệu kéo theo phía đuôi tàu. Bên trong phao tiêu là một thiết bị phát âm thanh dưới nước, sử dụng phương thức điện tử hoặc điện cơ để phát ra tín hiệu âm thanh dụ ngư lôi. Do tín hiệu phát ra mạnh hơn cả tín hiệu âm thanh của tàu nên có thể bảo vệ cho tàu không bị tấn công.

### Hệ thống thông tin liên lạc
Hệ thống thông tin liên lạc của tàu ngoài hoạt động trên tần sóng ngắn thông thường (HF), tần số rất cao (VHF) và tần số cực cao (UHF), còn có thể tham gia vào mạng dữ liệu tích hợp (JDN) và Hệ thống dữ liệu chiến thuật Hải quân (NTDS). Được liên kết thông qua hệ thống thông tin liên lạc cấp chiến thuật Link 11 và Link 16. Đối với liên lạc vệ tinh, tàu đươc trang bị hệ thống liên lạc vệ tinh NORA-1 (hoạt động trên băng tần X) dùng để kết nối với vệ tinh SUPERBIRD B2, NORQ-1 (hoạt động trên băng tần Ku) và AN/USC-42 kết nối với UHF-SATCOM của Quân đội Liên bang Mỹ.
Các hệ thông này giúp kết nối tất cả các đơn vị thuộc Lực lượng Phòng vệ Nhật Bản (JSDF) và đồng minh tới từng thiết bị quân sự. Cho phép tàu lớp Kongo có thể trao đổi với các tàu chiến khác cũng như các máy bay chiến đấu và các lực lượng mặt đất của JSDF các dữ liệu dạng hình ảnh, tọa độ mục tiêu và tin nhắn dạng văn bản ở cấp chiến thuật trong thời gian gần với thời gian thực.
Ngoài link-16, Atago còn được tích hợp hệ thống phối hợp trong tác chiến (CEC) của Mỹ. CEC trên tàu kết hợp với máy bay cảnh báo sớm trên không AWACS E-2D Hawkeye của Lực lượng Phòng vệ trên không Nhật Bản (JASDF) cho phép chia sẻ dữ liệu cảm biến để dẫn đường cho tên lửa. E-2D có thể cung cấp dữ liệu mục tiêu cho tên lửa SM-2/SM-3 phóng đi từ tàu để tấn công các mục tiêu bên ngoài tầm của radar trên chiến hạm. Ngoài ra, CEC còn cho phép các tàu lớp Atago phối hợp với các tàu chiến và máy bay của Quân đội liên bang Mỹ.

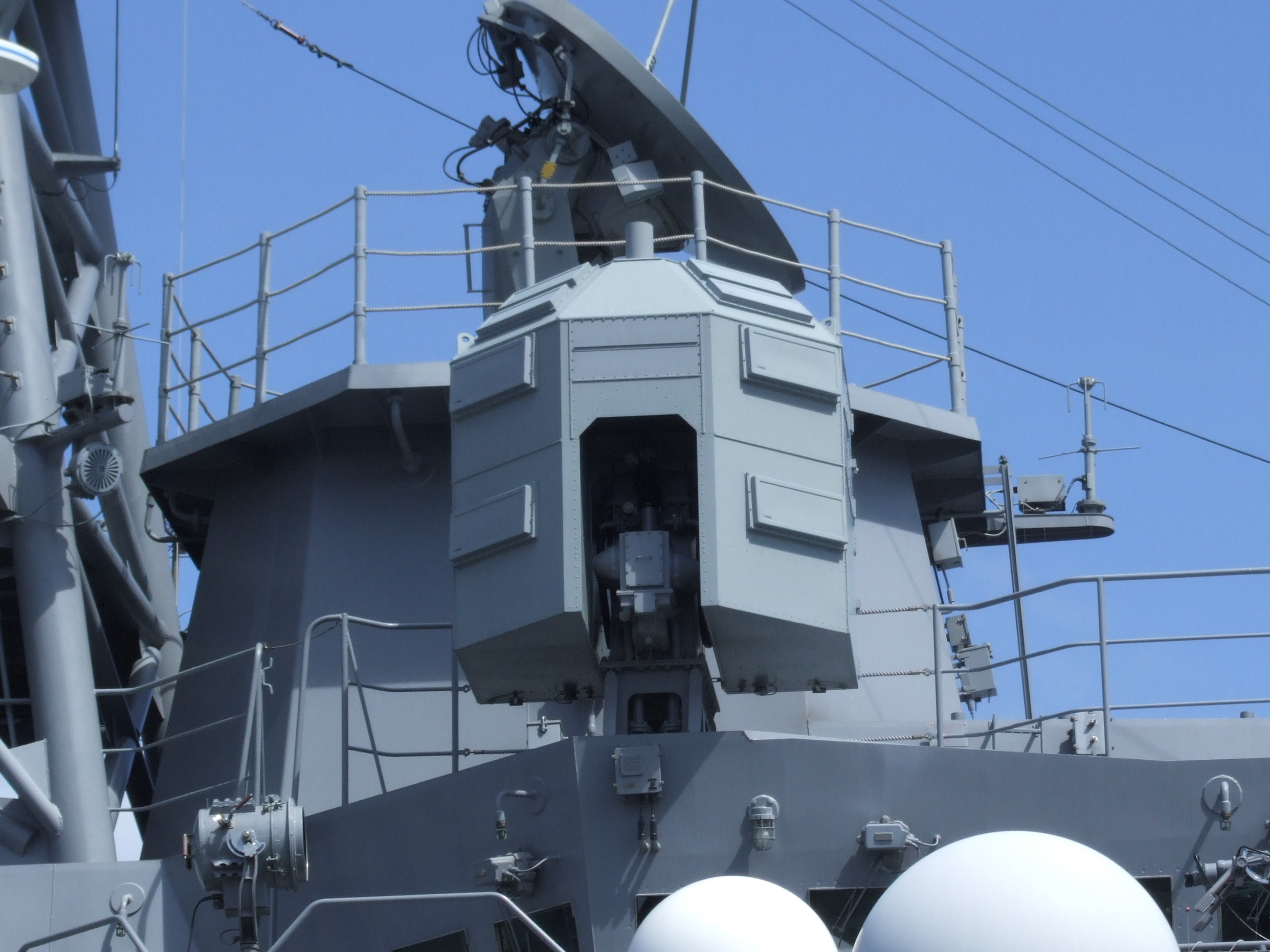
Hệ thống chiến tranh điện tử NOLQ-2 ESM/ECM.
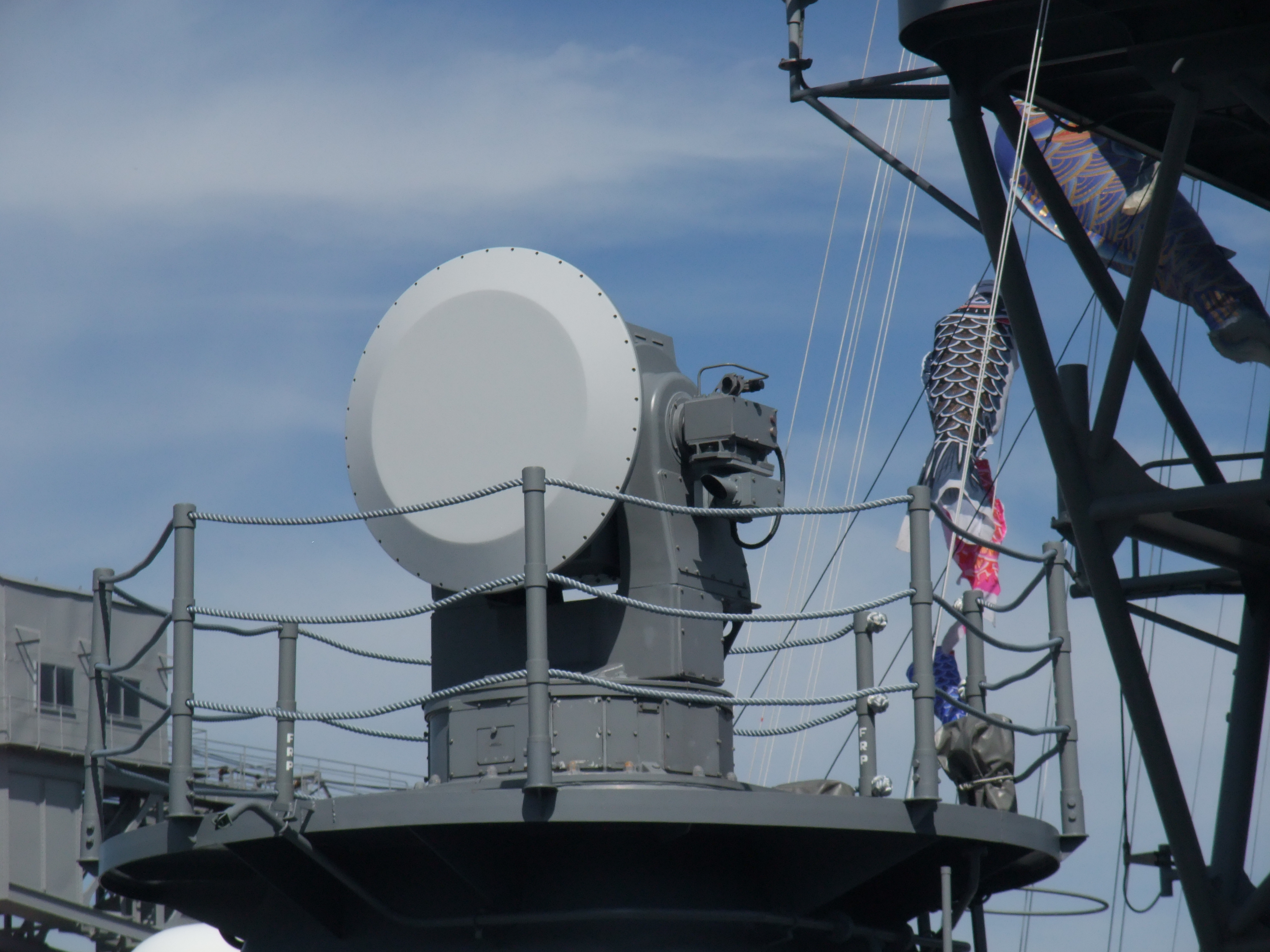
Radar điều khiển hỏa lực FCS-2-21G.
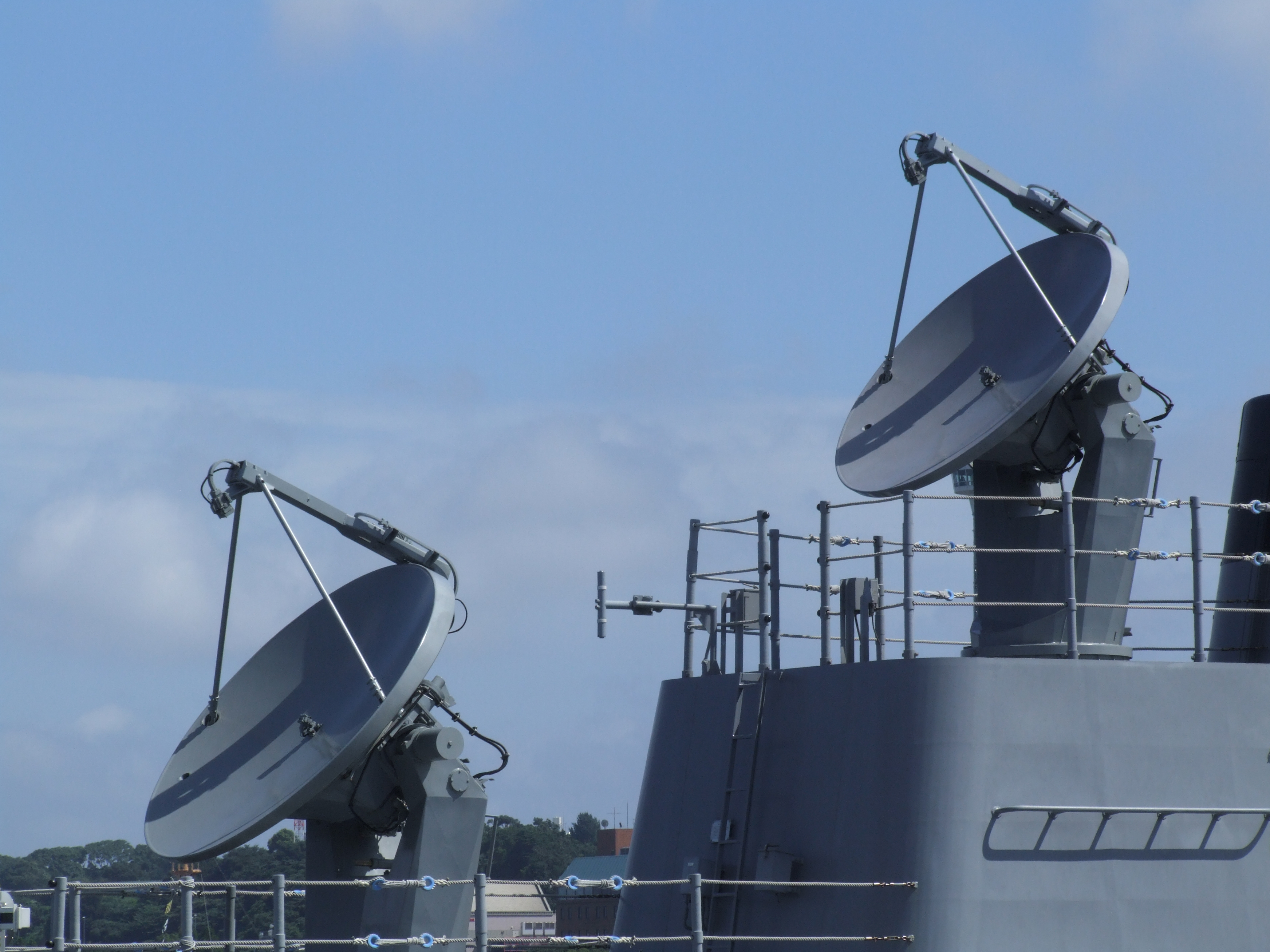
Radar chiếu xạ mục tiêu AN/SPG-62A.
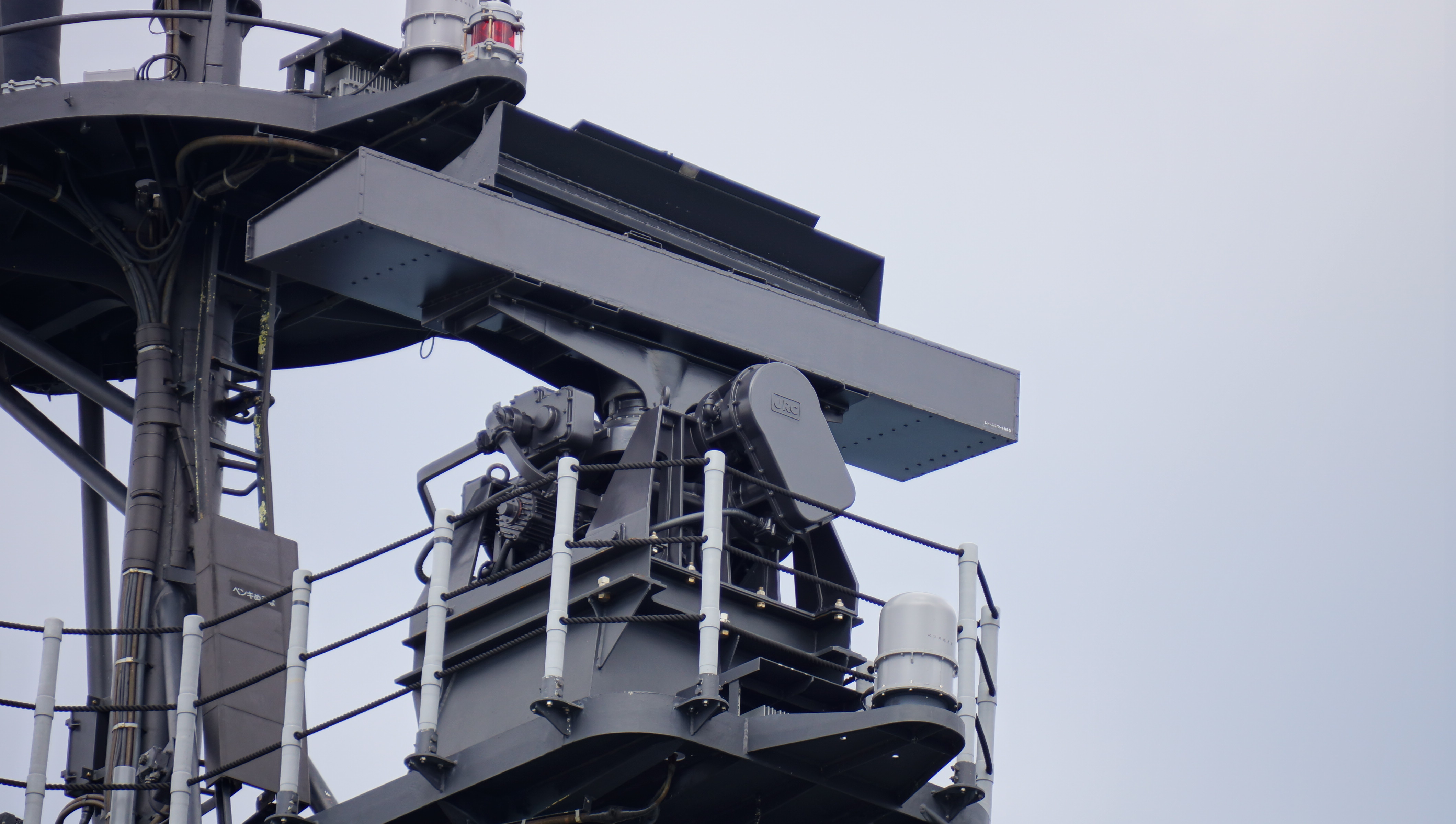
Radar định dạng và theo dõi mục tiêu mặt nước JRC OPS-28-D.
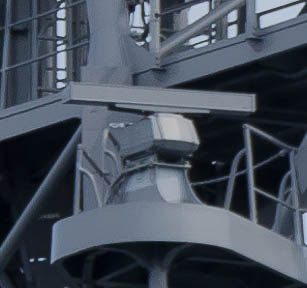
Radar chuyển hướng, dẫn đường OPS-20.
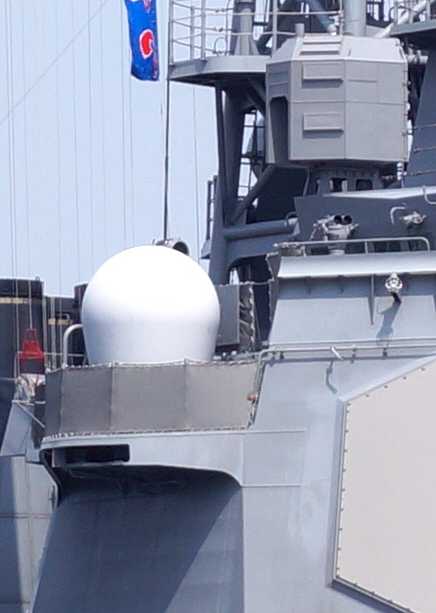
Hệ thống liên lạc vệ tinh NORA-1.
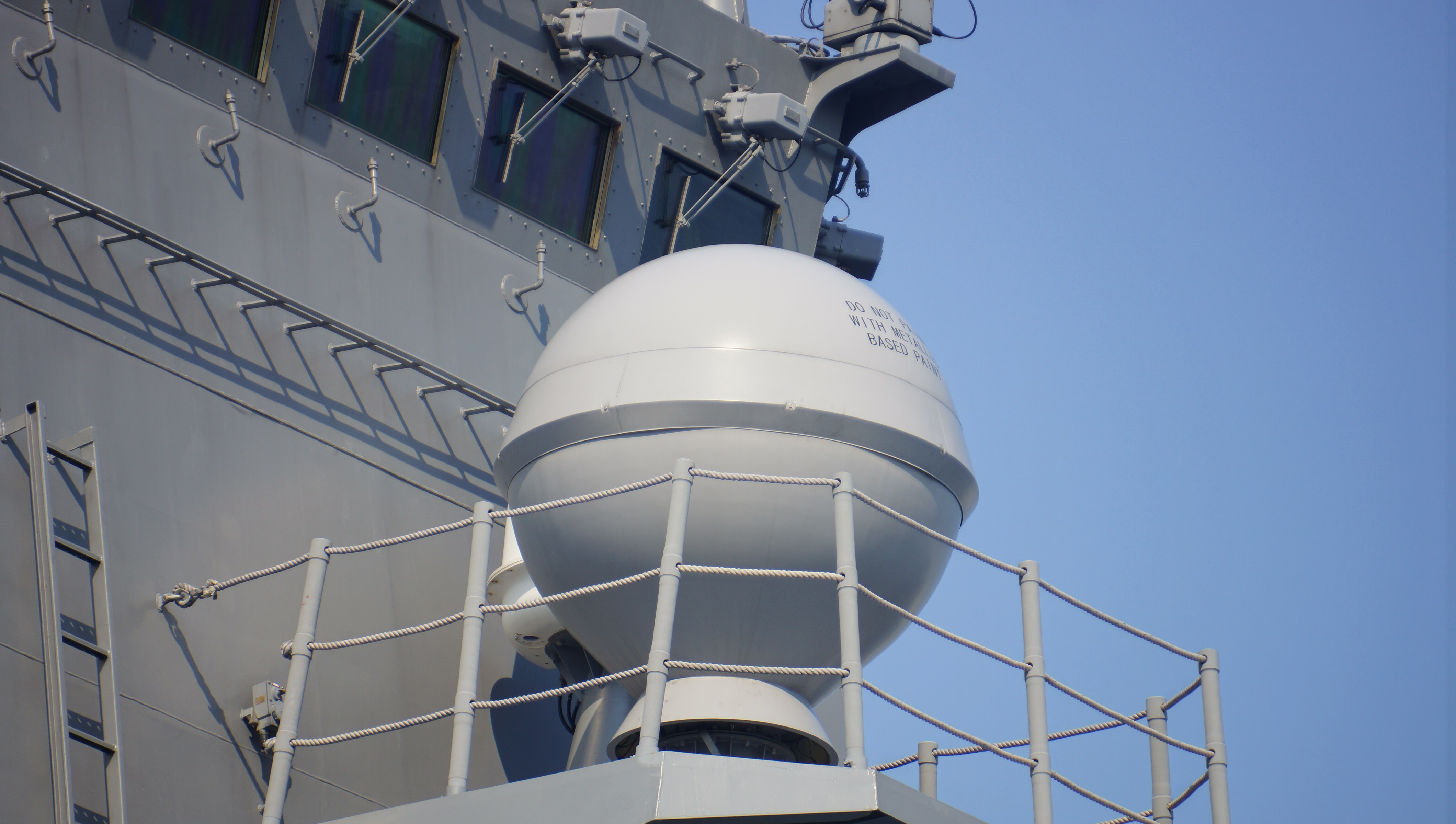
Hệ thống liên lạc vệ tinh AN/USC-42.
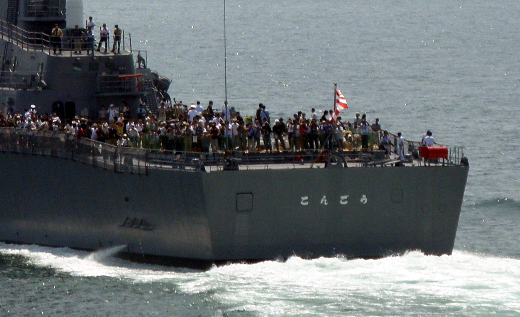
Cửa sập dùng để thả sonar kiểu mảng kéo OQR-2 của JS Kongo (DD-173).

### Các nhược điểm của Hệ thống chiến đấu Aegis (AWS)
Vào khoảng 2h30 sáng ngày 17 tháng 6 năm 2017, tàu khu trục mang tên lửa dẫn đường USS Fitzgerald (DDG-062) của Hải quân Liên bang Mỹ (US Navy) đã va chạm với tàu chở hàng ACX Crystal của Philippines. Cú va chạm này làm tàu khu trục của Mỹ bị hư hại nặng khiến nước tràn vào tàu, 7 thủy thủ tử nạn. Sau vụ tai nạn, dư luận Mỹ và các nhà phân tích quân sự đặt câu hỏi, tại sao một tàu chiến hiện đại như vậy lại không thể phát hiện ra mối nguy hiểm đe dọa (dẫu chỉ là mối đe dọa thông thường). Lỗi này do con người hay do các thiết bị trên tàu không kịp thời phát hiện những nguy hiểm để kịp thời phát tín hiệu cảnh báo. Một loạt các cuộc điều tra đã được Bộ Quốc phòng và Hải quân Liên bang Mỹ tiến hành, qua đó các nhà điều tra đã phát hiện ra nhiều điểm yếu chết người trên những con tàu chiến hiện đại được trang bị hệ thống Aegis. Nếu một cuộc chiến thực sự xảy ra, những điểm yếu này có thể sẽ bị phía đối phương triệt để khai thác.
Hệ thống chiến đấu Aegis là sự tích hợp của nhiều thành phần khác nhau, dựa trên một số hệ thống cảm biến riêng biệt để theo dõi các mối đe dọa khác nhau. Tất cả các hệ thống được kết hợp chặt chẽ với nhau, cùng thực hiện tấn công các mối đe dọa trên không; tuy nhiên, những hệ thống nhánh này dù ít hay nhiều đều tồn tại những nhược điểm; những nhược điểm này đã tạo kẽ hở cho tên lửa đạn đạo chống hạm đột phá hệ thống phòng thủ Aegis.
Các điểm hạn chế của hệ thống radar quét mạng pha điện tử thụ động (PESA) AN/SPY-1: Loại radar này là sensor chủ yếu của hệ thống phòng không biên đội tàu sân bay; trong điều kiện lý tưởng (không bị chế áp điện tử) độ chính xác cự ly đo là 0,2 mét với cự ly dò tìm mục tiêu trong vòng bán kính khoảng 500 km. Chính vì thế, để phá vỡ thế phòng thủ của AN/SPY cần phải có những biện pháp. Một trong những biện pháp đối phó hiệu quả nhất khi không thể né tránh phạm vi dò tìm của hệ thống Aegis đó là sử dụng mồi nhử nhiều nhất có thể; mục đích làm nhiễu loạn việc nhận biết mục tiêu của các radar trong hệ thống Aegis, từ đó vô hiệu hóa hệ thống này.
Do bước sóng của bản thân hệ thống Aegis tương đối dài, không có năng lực tạo ảnh, mà phải dựa vào đặc trưng dội sóng (sóng truyền ngược trở lại) của mục tiêu để phán đoán thuộc tính của mục tiêu, do vậy chỉ cần mồi nhử mô phỏng đầu đạn thật trên có đặc trưng dội sóng của radar sóng S là có thể đánh lừa được radar AN/SPY-1. Như vậy, khi đối phó với hệ thống radar này, các tên lửa tiến công có thể mang theo nhiều mồi nhử dạng nhẹ và thả ra trong giai đoạn giữa của quá trình bay, từ đó làm cho các radar của Aegis không thể nào phân biệt được đâu là mục tiêu thật, đâu là mục tiêu giả.
Do trọng lượng của loại mồi nhử nhẹ này cực nhỏ, chỉ khoảng 0,5 kg. Tên lửa liên lục địa RT-2PM2 Topol-М của Nga có thể một lần mang theo trên 100 mồi nhử, Dong-Feng 21D của Trung Quốc có thể mang theo ít nhất trên 20 mồi nhử; với số lượng mồi nhử như vậy, thì hoàn toàn có thể qua mặt hệ thống Aegis. Trong điều kiện rađa AN/SPY-1 không phân biệt được mục tiêu, thì cho dù có phóng tên lửa RIM-161 Standard SM-3 Block 1A ABM và phương tiện đánh chặn ở căn cứ trên mặt đất cũng không thể bắn trúng mục tiêu.
Nhược điểm Hệ thống chỉ huy và quyết định Mk1 (CSD) và biện pháp đối phó: Tốc độ xử lý và tính năng phần mềm của hệ thống kiểm soát chỉ huy Aegis thuộc loại tài liệu tuyệt mật, tạm thời chưa có các thông số chi tiết. Tuy nhiên từ góc độ xử lý thông tin cho thấy, sau khi phát hiện tên lửa tấn công, hệ thống Aegis phải trải qua quá trình xử lý và gửi tín hiệu.Trong đó chắc chắn bao gồm quá trình truyền tải thông tin và xử lý tín hiệu giữa hệ thống kiểm soát chỉ huy MK1 và tên lửa đánh chặn. Chính điều này đã tạo nên nhược điểm của tàu trang bị hệ thống Aegis.Bởi nếu tín hiệu thông tin gặp sự cố thì không thể điều khiển tên lửa tiến hành đánh chặn, hoặc bản thân phương pháp lọc tín hiệu tồn tại những kẽ hở thì việc đánh chặn cũng sẽ thất bại.Trên thực tế, trong nhiều cuộc thử nghiệm đánh chặn của hệ thống phòng thủ tên lửa đạn đạo quốc gia Mỹ, có không ít lần gặp thất bại do tên lửa và hệ thống chỉ huy mặt đất gặp sự cố. Do đó gây nhiễu hệ thống thông tin được coi là một trong những biện pháp hiệu quả để xuyên thủng hệ thống phòng thủ tên lửa của Mỹ.
Ngoài ra, phương pháp lọc tín hiệu của hệ thống chỉ huy kiểm soát MK1 thông thường là phương pháp lọc Kalman, mà nhược điểm của phương pháp lọc này là quá phụ thuộc vào trạng thái đã qua của mục tiêu. Một khi mục tiêu bị che lấp thời gian dài sẽ dẫn đến đánh mất mục tiêu. Do vậy, có thể thông qua phương pháp chiến thuật tiến hành gây nhiễu. Về phương pháp cũng sử dụng lượng lớn mồi nhử để đánh lừa, làm cho hệ thống khó phân biệt được đâu là mục tiêu thật, đâu là mục tiêu giả, từ đó làm cho phương pháp lọc Kalman mất đi tính chính xác hoặc có thể sử dụng thiết bị gây nhiễu để gây nhiễu thông tin trao đổi giữa Aegis và tên lửa đánh chặn, làm cho tên lửa mất điều khiển.

## Tên lửa

### Tên lửa phòng không RIM-66M-2 Standard SM-2ER Block 3A/RIM-161 Standard SM-3 Block 1A ABM
Tàu khu trục lớp Kongo được trang bị hệ thống phóng thẳng đứng VLS Mk-41 mod 6 với 29 ống phía sau và 61 ống phía trước.Việc bố trí phân tán vũ khí đảm bảo tàu khu trục có thể duy trì hỏa lực khi một hệ thống bị trục trặc hoặc một khu vực trên tàu bị tấn công. Trong tác chiến phòng không, tàu trang bị tên lửa phòng không tầm xa RIM-66M-2 Standard SM-2ER Block 3A tầm bắn từ 74–170 km, tầm cao 24 km, tốc độ hành trình Mach 3,5. RIM-66M-2 Standard SM-2ER Block IIIA là một phiên bản nâng cấp của dòng tên lửa SM-2MR do Tập đoàn Raytheon (Mỹ) nghiên cứu phát triển và đưa vào sử dụng trong những năm 1990. RIM-66M-2 được trang bị hệ thống dò tìm đôi IR/SARH, hệ thống dò tìm hồng ngoại IR gắn bên cạnh tên lửa và một động cơ phụ tăng cường lực đẩy Mk-72 ứng dụng hệ thống kiểm soát lực đẩy vector để điều chỉnh đường bay và không có vây ổn định. Tên lửa SM-2ER Block 3A được dẫn đường qua 3 giai đoạn. Giai đoạn đầu tên lửa sẽ được đưa ra khỏi ống phóng Mk-41 bằng tầng đẩy phụ Mk-72. Tên lửa thiết lập các thông số liên lạc với tàu Aegis. Giai đoạn này tên lửa được dẫn hướng bằng quán tính.Giai đoạn giữa tên lửa tách bỏ tầng đẩy phụ Mk-72 và kích hoạt động cơ tên lửa nhiên liệu rắn lực đẩy kép Mk-104. Giai đoạn này tên lửa được dẫn hướng thông qua radar AN/SPY-1D của tàu phóng. Giai đoạn cuối tên lửa được dẫn bằng radar bán chủ động. Mỗi quả tên lửa SM-2ER Block 3A có giá khoảng 3 triệu đô la. Hệ thống phóng thẳng đứng VLS Mk-41 mod 6 có thể mang được từ 42 - 58 quả tên lửa  
Chương trình nâng cấp giai đoạn 2007-2010 cho phép lớp tàu Kongo sử dụng tên lửa đánh chặn RIM-161 Standard SM-3 Block 1A ABM cho nhiệm vụ phòng thủ tên lửa đạn đạo. Tên lửa đánh chặn SM-3 nặng 1,5 tấn, dài 6,55m, đường kính thân 0,34m, sải cánh 1,57m. SM-3 được thiết kế với 3 tầng động cơ đẩy nhiên liệu rắn cho phép đạt tốc độ đánh chặn 9.600 km/h (gấp gần 8 lần vận tốc âm thanh), tầm bắn trên 500 km, độ cao bay 160 km. Tháng 2 năm 2008, sau quá trình chuẩn bị, SM-3 Block 1А đã được sử dụng để tiêu diệt vệ tinh mất điều khiển USA-193 ở độ cao 247 km.
Nguyên lý hoạt động của SM-3 Block 1A là khi hệ thống radar mạng pha AN/SPY-1D phát hiện mục tiêu tên lửa đạn đạo, hệ thống vũ khí Aegis dựa vào các thông số cần thiết (tốc độ mục tiêu, quỹ đạo bay) tính toán một giải pháp đánh chặn. Sau đó, hệ thống sẽ kích hoạt tên lửa đánh chặn SM-3 Block 1A để tiêu diệt mục tiêu. SM-3 Block 1A rời bệ phóng thẳng đứng Mk-41 mod 20 bằng tầng động cơ khởi tốc nhiên liệu rắn Mk-72 4 loa phụt. Giai đoạn này tên lửa chủ yếu được dẫn đường bằng hệ thống định vị quán tính.
Khi cháy hết nhiên liệu, tên lửa sẽ tách tầng khởi tốc Mk-72 và kích hoạt động cơ tăng tốc – hành trình 2 chế độ Mk-104. Giai đoạn này tên lửa được dẫn hướng thông qua radar AN/SPY-1D trên tàu phóng với sự hỗ trợ của hệ thống định vị toàn cầu GPS. Sau khi tách tầng đẩy Mk-104, tầng 3 động cơ đẩy tăng cường Mk-136 (cháy trong 30 giây) sẽ được kích hoạt và đưa tên lửa vượt ra ngoài tầng khí quyển. Мk-136 là động cơ nhiên liệu rắn 2 lần khởi động do Công ty Alliant Techsystems (ATK) chế tạo. Nó được nạp 2 liều phóng rắn ngăn cách bởi hệ thống barier, kết cấu của nó làm bằng các vật liệu composite epoxy grafit và carbon-carbon. Để ổn định và định hướng tầng 3 tên lửa khi bay tự hoạt trong thành phần động cơ có hệ thống điều khiển tích hợp sử dụng gas lạnh làm thể công tác.
Khi tên lửa tách tầng đẩy Mk-136, thì kết cấu tầng tự dẫn LEAP (Lightweight Exo-Atmospheric Projectile) nặng 23 kg được kích hoạt. Tầng tự dẫn LEAP sẽ tự động tìm kiếm mục tiêu thông qua các dữ liệu từ hệ thống chiến đấu Aegis trên tàu phóng tên lửa. LEAP dùng một cảm biến hồng ngoại kết hợp radar bán chủ động để xác định mục tiêu. LEAP có thể phân biệt được đâu là đầu đạn tên lửa, đâu là mảnh vụn tách ra từ tầng đẩy tên lửa. Trong module LEAP tích hợp đầu đạn động năng (dùng động lực để phá hủy mục tiêu thay vì thuốc nổ). Theo tính toán, động năng của vụ va chạm có thể đạt 130 Jun (tương đương với 31 kg thuốc nổ TNT) đủ khả năng phá hủy mục tiêu tên lửa đạn đạo. Phương pháp này bảo đảm không kích nổ đầu đạn hạt nhân mục tiêu, hạn chế thiệt hại cho khu vực bên dưới. Bù lại, hệ thống dẫn đường đòi hỏi độ chính xác rất cao, chỉ một sai sót nhỏ cũng khiến nó lệch mục tiêu và trở nên vô dụng. Đây cũng là lý do khiến các cuộc thử nghiệm SM-3 có tỷ lệ thành công thấp.
Một vấn đề khác ảnh hưởng tới khả năng phòng thủ tên lửa của lớp Kongo chính là chi phí của SM-3 Block 1А. Để bảo đảm khả năng đánh chặn hiệu quả, tàu chiến phải phóng nhiều quả đạn cho mỗi mục tiêu MRBM và IRBM. Điều này đòi hỏi mỗi tàu lớp Kongo phải mang cơ số tên lửa SM-3 Block 1А lên tới hàng chục quả.
Trong khi đó, mỗi quả tên lửa SM-3 Block 1А có đơn giá 9,5-10 triệu đô la, khiến việc trang bị đại trà cho toàn bộ các tàu khu trục lớp Kongo và Aatgo là gánh nặng lớn với ngân sách quốc phòng của Nhật Bản.

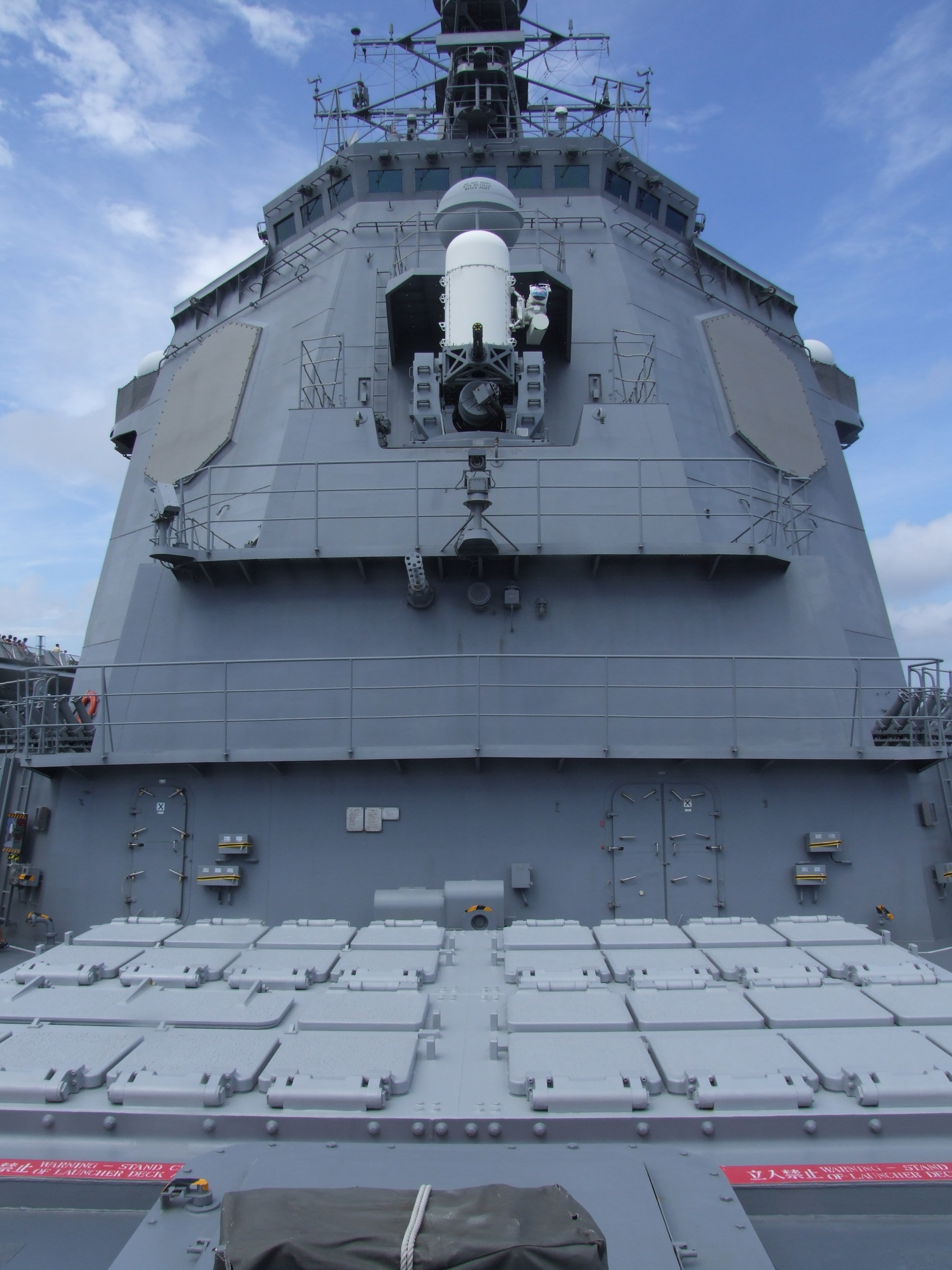
Hệ thống ống phóng thẳng đứng (VLS) Mk-41 mod 6 của tàu JS Kirishima (DD-174)
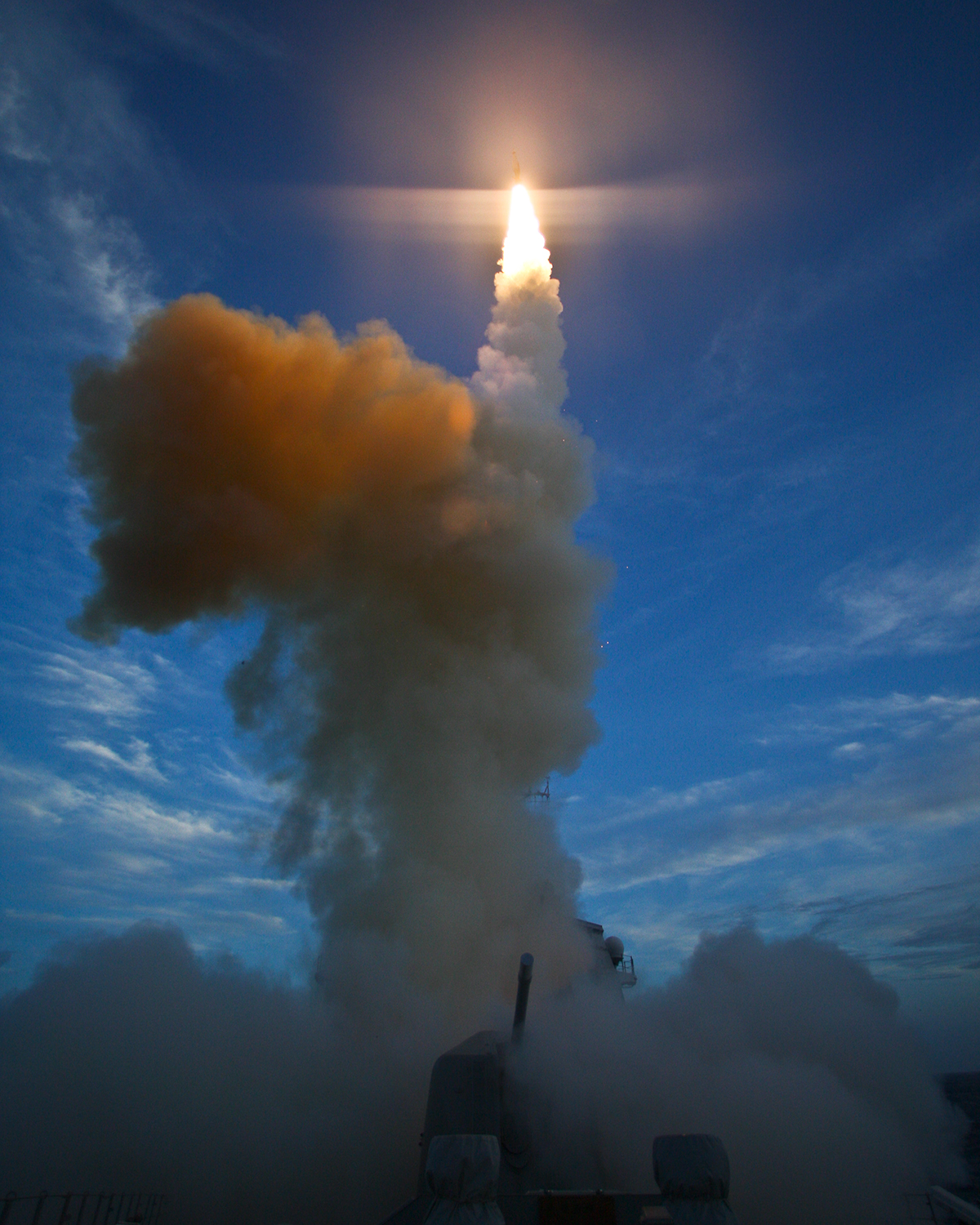
JDS Myoko DDG-175 phóng thử nghiệm tên lửa đánh chặn RIM-161 Standard SM-3 block 1A ABM, ngoài khơi đảo Kauai, Hawaii, ngày 28 tháng 10 năm 2008.
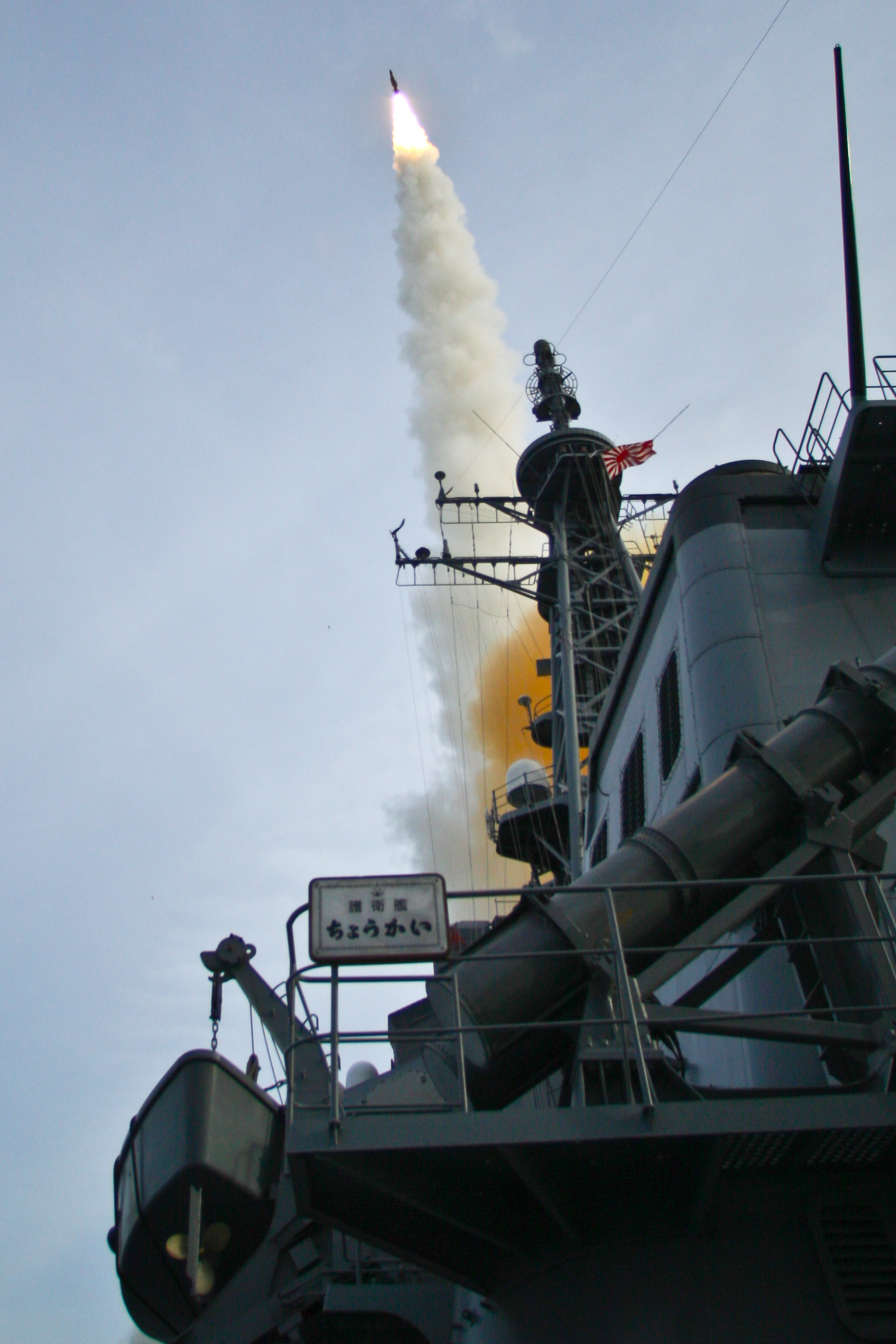
JDS Chokai DDG-176 phóng thử nghiệm tên lửa đánh chặn RIM-161 Standard SM-3 block 1A ABM, ngoài khơi đảo Kauai, Hawaii, ngày 19 tháng 11 năm 2008.

### Tên lửa chống ngầm RUM-139 VL ASROC.

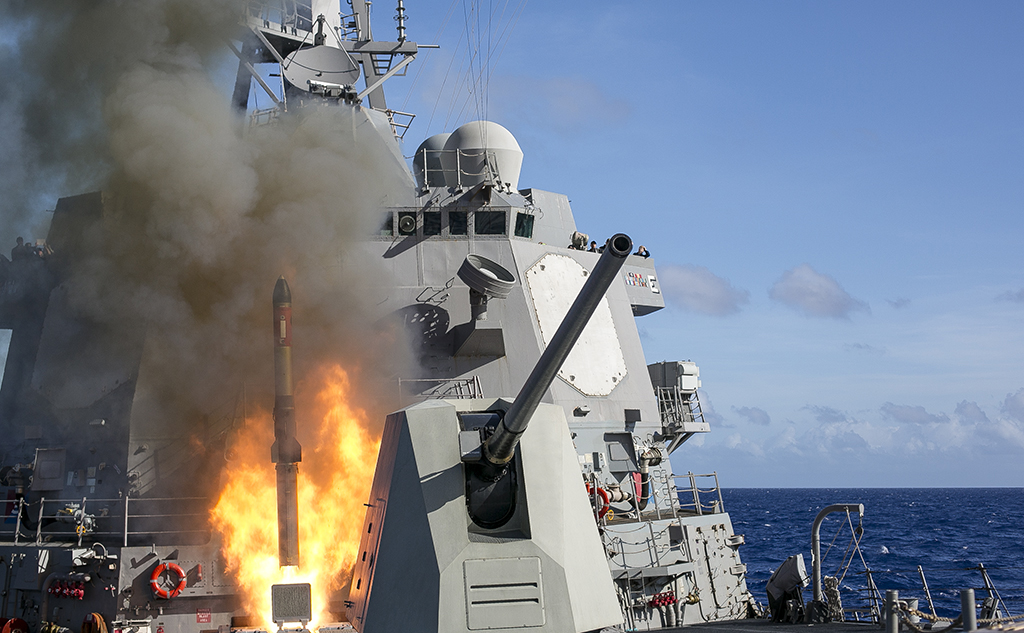
Tên lửa chống ngầm RUM-139 VL-ASROC

Trong tác chiến chống ngầm, tàu được trang bị tên lửa chống ngầm RUM-139 VL-ASROC. Tên lửa chống ngầm RUM-139 VL-ASROC được Tập đoàn Lockheed Martin (Mỹ) phát triển vào năm 1983 và chính thức chấp nhận đưa vào trang bị năm 1993. Cấu tạo của RUM-139 tương tự các họ tên lửa chống ngầm của Liên Xô.  Nó gồm hai tầng động cơ phản lực nhiên liệu rắn, động cơ tầng thứ nhất là động cơ tăng tốc lấy độ cao, động cơ tầng thứ hai là động cơ hành trình nhiên liệu rắn.
RUM-139 VL ASROC có chiều dài 4,5m, đường kính thân 0,38m, trọng lượng 820 kg và đạt tầm bắn 28 km. Tên lửa mang một quả ngư lôi chống ngầm hạng nhẹ Mk-46.
Khi có thông tin phát hiện tọa độ khu vực hoạt động của tàu ngầm đối phương từ hệ thống radar, các thông tin, dữ liệu về tọa độ mục tiêu, quỹ đạo đường đạn sẽ được truyền tải đến hệ thống máy tính điều khiển của tàu. Từ bàn điều khiển, các binh sĩ sẽ tiến hành triển khai các hoạt động chuẩn bị tên lửa, nạp dữ liệu mục tiêu vào bộ nhớ máy tính tên lửa và phóng tên lửa. Hệ thống dẫn đường quán tính được sử dụng khi bay tiếp cận vị trí của mục tiêu trong cơ sở dữ liệu  Ở một vị trí định sẵn trên quỹ đạo đường bay, ngư lôi sẽ tự tách khỏi tên lửa và rơi xuống biển bằng dù hãm, việc này sẽ giúp giảm thiểu tối đa âm thanh khi rơi xuống nước. Sau khi cắt dù, ngư lôi tự kích hoạt bộ phận tự dẫn để thực hiện hoạt động tìm kiếm và tấn công mục tiêu. Điểm mạnh của tên lửa này là sử dụng tốc độ cao của tên lửa để nhanh chóng tiêu diệt tàu ngầm khi nó bị phát hiện. RUM-139 VL ASROC thường sử dụng cơ chế bắn loạt nhiều tên lửa về phía khu vực có tàu ngầm nên xác suất tiêu diệt mục tiêu rất cao. Ngoài ra, nó cũng có khả năng tự hủy sau một thời gian nếu tìm không thấy mục tiêu.

### Tên lửa chống hạm RGM-84D-4 Harpoon (Block 1C)

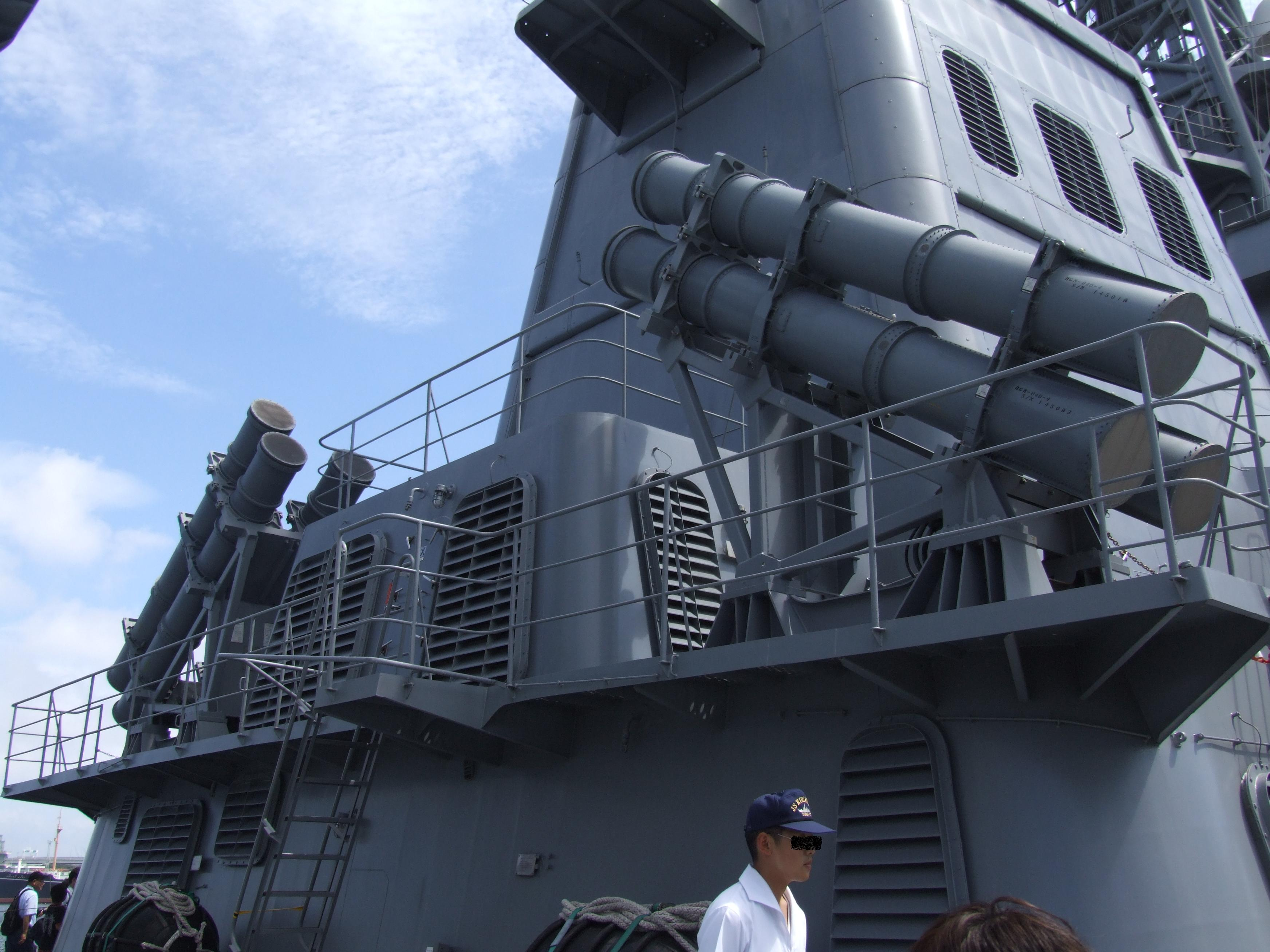
Ống phóng tên lửa hành trình chống hạm RGM-84D-4 Harpoon (Block 1C).

Trong tác chiến chống hạm, vũ khí chủ lực của tàu khu trục Kongo là tên lửa hành trình chống hạm RGM-84D-4 Harpoon (Block 1C) do Công ty MacDonnell Douglas (hiện nay là thuộc Tập đoàn Boeing, Mỹ) phát triển. Tên lửa được đặt trong 2 bệ phóng, mỗi bệ 4 ống phóng kiêm bảo quản. Do được thiết kế nghiêng 45 độ và đặt đối xứng nhau, hệ thống phóng rất cồng kềnh, tốn nhiều diện tích trên tàu. Khi phóng tên lửa, tàu phải xoay ngang làm tăng độ bộc lộ trước đối phương và mỗi lần chỉ phóng được 50% cơ số tên lửa Harpoon mang theo.
RGM-84D-4 là một tên lửa hành trình có cấu trúc khí động học thông thường. Như bất kỳ tên lửa hành trình hiện đại nào, tên lửa RGM-84D-4 có các bộ phận chính là vỏ lượn gồm thân, cánh, đuôi, động cơ xuất phát thường là động cơ tên lửa, động cơ hành trình thường là động cơ phản lực không khí và hệ thống điều khiển và khối tự hủy. Tên lửa có cánh hình chữ thập, cánh thăng bằng và ống hút khí nửa chìm. Tên lửa có thể được trang bị thêm máy gia tốc. Để khởi động cho tên lửa, người ta sử dụng động cơ đẩy nhiên liệu rắn có thể tháo rời. Sau khi được phóng đi với một tốc độ nhất định, động cơ tuabin phản lực bắt đầu làm việc. Khi tên lửa bay ở độ cao 10-15 mét, tên lửa được điều khiển bằng hệ thống điều khiển quán tính và ở cuối quỹ đạo tên lửa được dẫn hướng tới mục tiêu bằng đầu dò radar chủ động để bám sát và khóa mục tiêu. Sau đó, hệ thống điều khiến quán tính đưa tên lửa xuống độ cao rất thấp, khoảng 3 – 5 m. Ở độ cao này, tên lửa tiếp tục quá trình điều khiển bằng dữ liệu nạp vào tên lửa và hệ thống điều khiển quán tính tiếp tục điều khiển tên lửa cho đến khi tên lửa trúng mục tiêu.
Khối dẫn quán tính được sử dụng để dẫn tên lửa Harpoon theo quỹ đạo hành trình xác định tới nơi có mục tiêu trước khi kích hoạt đầu tự dẫn radar chủ động khóa bám mục tiêu. Khối dẫn quán tính bao gồm 1 máy tính kiểm soát trạng thái hành trình và lập lệnh điều khiển cánh lái, 1 khối cảm biển gia tốc thẳng và gia tốc góc và 1 khối cập nhật dữ liệu máy đo cao vô tuyến. Dựa trên tham số hành trình được nạp trước khi phóng và các tham số gia tốc, độ cao trong hành trình của đạn, máy tính của khối dẫn quán tính tiến hành tính toán và lập lệnh điều khiển cánh lái chỉnh đạn bay theo đúng hành trình dự kiến tới mục tiêu. Máy tính của khối dẫn quán tính cũng là nơi lập lệnh kích hoạt khối tự huỷ nếu sai số dẫn vượt quá tham số khống chế.
Tên lửa được dẫn hướng tới mục tiêu bằng một đầu dò radar dẫn đường chủ động. Radar có nhiệm vụ xác định liên tục tọa đọ các tham số chuyển động của tên lửa cung cấp các số liệu cần thiết và dẫn tên lửa chuyển động theo hướng bay xác định tới mục tiêu. Cấu tạo của radar dẫn đường bao gồm khối anten, khối phát, khối thu và khối xử lý tín hiệu. Các khối này được gắn trên khung đế đầu tự dẫn và được nắp chụp bảo vệ. Nắp chụp đầu tự dẫn có hình chóp elíp đảm bảo độ lợi khí động khi tên lửa Harpoon bay trong tốc độ hành trình cận âm.
RGM-84D-4 có chiều dài 4,64m, đường kính thân 0,34m, trọng lượng khi phóng 682 kg, được lắp đầu đạn thuốc nổ phân mảnh khối lượng 145 kg có độ xuyên phá cao, được thiết kế để tiêu diệt các tên lửa, ngư lôi, tàu pháo, tàu mặt nước có lượng giãn nước 5.000 tấn và các tàu vận tải.
Để có thể bay là là trên mặt biển ở độ cao thấp từ 3 đến 5 m, RGM-84L sử dụng một radar đo cao, bao gồm thiết bị thu phát và hai anten. Radar này có độ chính xác khá cao (1 m) và cho phép xác định độ cao của tên lửa trong phạm vi từ 1 đến 5.000 m ngay cả khi nó thay đổi đổi quỹ đạo bay. Trọng lượng của thiết bị đo độ cao khoảng 4,5 kg, được tích hợp trên bo mạch, tiêu thụ công suất 20 W.
Tên lửa được lắp hai động cơ bao gồm động cơ khởi động và động cơ hành trình. Động cơ khởi động tên lửa tạo gia tốc ban đầu cho tên lửa chuyển động, khi đạt độ cao ổn định động cơ tuabin phản lực cánh quạt đẩy chính sẽ khởi động đưa tên lửa tới mục tiêu với vận tốc cận âm 280 m/s (Mach 0,8), tầm bắn 130 km. Động cơ hành trình là động cơ tuabin phản lực, động cơ có lực đẩy tối đa 450 kg, đường kính 330 mm, chiều dài 850mm, nặng 82 kg, sử dụng nhiên liệu dầu.
Khối tự huỷ được bố trí phía sau đầu đạn và nhận lệnh kích nổ huỷ tên lửa trong các trường hợp tên lửa bay chệch hành trình dự kiến quá 1 tham số khống chế, hoặc khi tên lửa không gặp mục tiêu theo tham số ngắm bắn do hệ thống điều khiển bắn trên tàu mẹ cung cấp.

## Pháo hạm

### Pháo hạm Oto Melara 127mm

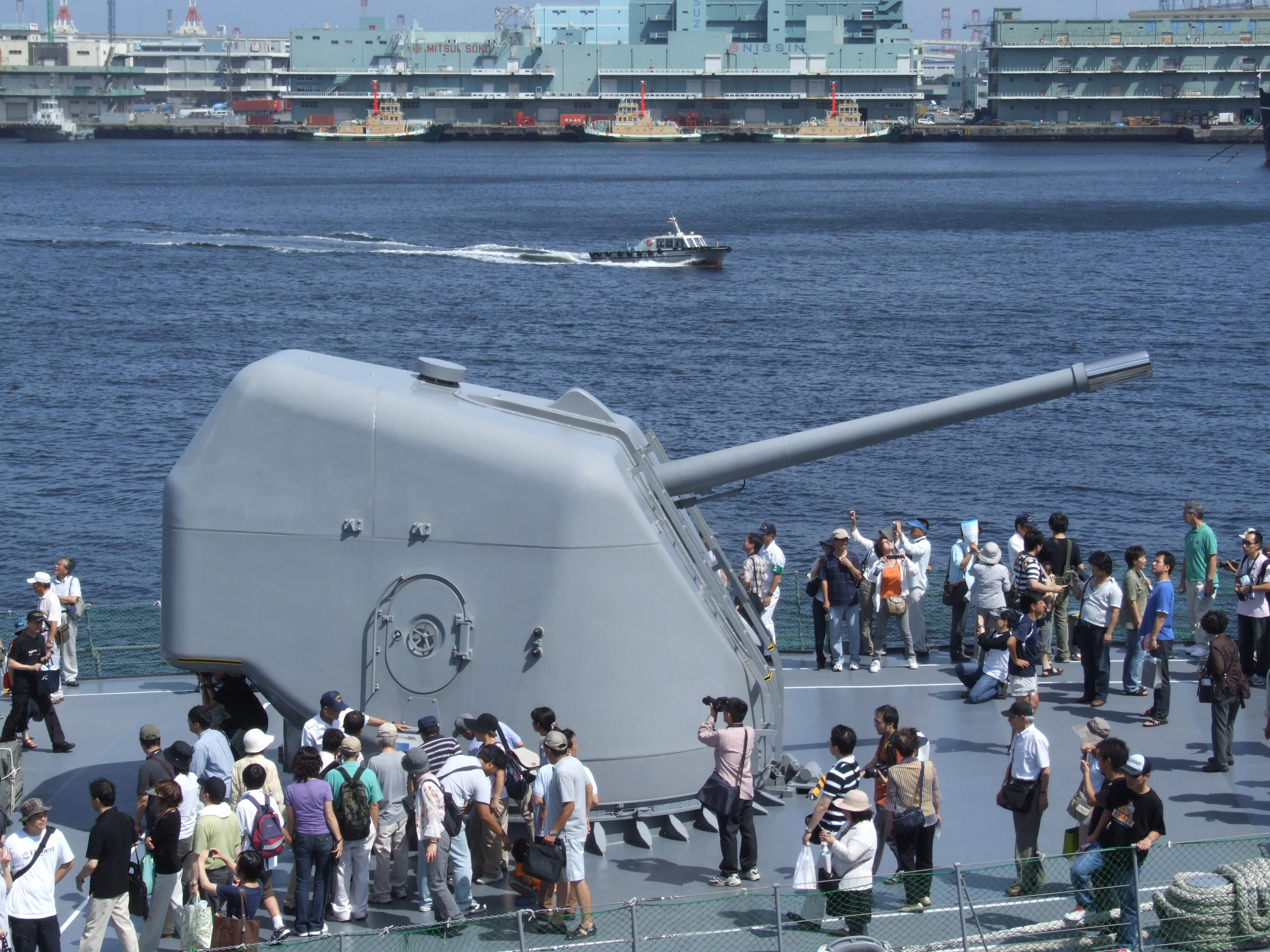
Pháo hạm Oto Melara 127 mm

Pháo chính của tàu là pháo hạm Oto Melara 127 mm có chiều dài nòng gấp 54 lần đường kính do Công ty Japan Steel Works sản xuất theo giấy phép của Công ty OTO Melara, Italia. Tốc độ bắn nhanh cùng với khả năng bắn nhiều loại đạn đặc biệt khiến Oto Melara 127 mm thích hợp với nhiều vai trò như tấn công tàu chiến đối phương trên mặt nước, phòng không và pháo kích bờ biển yểm trợ cho chiến dịch đổ bộ, tấn công nhanh.
Pháo có trọng lượng 21,6 tấn, chiều dài nòng 6,85m (tuổi thọ 8.000 phát đạn), tốc độ bắn từ 16 - 20 viên/phút, tầm bắn tối đa 24 km, lên đến 37 km với đạn dẫn đường tầm xa Vulcano. Để vận hành liên tục,  Oto Melara 127 mm đòi hỏi cần có 6 binh sĩ trên boong tàu (chỉ huy pháo, người điều khiển và 4 người tiếp đạn) để có thể tác chiến liên tục.
Pháo có thể bắn được bốn loại đạn khác nhau bao gồm loại xuyên giáp, gây cháy, văng mảnh trực tiếp và thậm chí có thể được dẫn đường để phá hủy các tên lửa chống hạm. Theo đó,  Oto Melara 127 mm được trang bị 4 ống tiếp đạn và được điều khiển hoàn toàn tự động bằng hệ thống máy tính tốc độ cao. Mỗi ống tiếp đạn chứa tối đa 14 quả đạn luôn ở chế độ sẵn sàng khai hỏa. Ngoài ra, pháo còn có thể được nạp đạn thêm trong khi nòng pháo vẫn đang bắn, thời gian nạp đạn giữa mỗi lần bắn chưa tới 1 phút. Quá trình ngắm bắn và điều chỉnh góc tà nòng pháo được điều khiển thông qua các hệ thống điện tử tự động, trong khi hệ thống nạp đạn được điều khiển thủy lực. Khoang chứa đạn của pháo có thể mang theo tới 680 đạn pháo cho phép tác chiến trong thời gian dài. 

### Hệ thống phòng không tầm gần (CIWS) Mk-15 Phalanx
Hoả lực phòng không tầm gần (CIWS) của tàu là hệ thống Mk-15 Phalanx. Mk-15 Phalanx là hệ thống khép kín tích hợp bao gồm pháo, đạn và radar lắp trên 1 bệ duy nhất. Hệ thống được Chi nhánh Pomona thuộc Công ty General Dynamics phát triển vào những năm 1970 (năm 1992 phân hãng này sáp nhập vào công ty Hughes Missile Systems, hiện nay nhập vào công ty Raytheon Systems). Hệ thống thử nghiệm lần đầu vào năm 1973, MK-15 lần đầu tiên được biên chế trên tàu sân bay USS Coral Sea vào năm 1978. Hệ pháo này được đánh giá là có thể chấp nhận được và có thể lắp lên bất kỳ tàu mặt nước nào mà không cần có sự sửa đổi quan trọng trên tàu, Phalanx hiện đang được lắp đặt trên tất cả các tàu chiến mặt nước của Mỹ và trên tàu chiến của hơn 20 nước khác.
Hệ thống Phalanx gồm pháo 6 nòng bắn nhanh Gatling M61A1 Vulcan cùng một radar hoạt động trên băng tầng K lắp trên một bệ mang duy nhất thay đổi góc tà bằng pittông. Trong điều kiện chiến đấu, radar sẽ rà soát bầu trời, xác định các mục tiêu và lọc ra mục tiêu nguy hiểm nhất. Sau khi xác định được mục tiêu, radar điều khiển hỏa lực sẽ tính toán chính xác vị trí của địch để pháo 6 nòng Gatling M61A1 Vulcan khai hỏa. Radar của hệ thống Phalanx CIWS được chế tạo theo công nghệ chỉ điểm khép kín, có khả năng phát hiện máy bay từ cự ly 18 km, tên lửa hành trình có diện tích phản xạ radar 0,1 m² từ khoảng cách 12 km và bám bắt trong tầm 5 km.
Điểm đặc biệt của Phalanx là ở chỗ nó có hệ thống nạp đạn bằng điện chứ không dùng trích khí khóa nòng. Điều này cho phép nó đạt tốc độ bắn cực nhanh, nhịp bắn 3000 viên/phút hoặc 4500 viên/phút đối với các module thế hệ sau, tầm hiệu quả đạt 1.000 - 1.500 m và gần như không giật. Mk-15 có cự ly tác chiến lên tới 6.000 m, thời gian phản ứng 2 - 4 giây, thời gian chuyển làn là 4 giây. Được trang bị băng đạn 1.550 viên, Gatling M61A1 Vulcan bắn rất nhanh, trong trường hợp bắn hết tốc lực khẩu pháo này chỉ bắn được vỏn vẹn có 15 giây trước khi phải thay đạn. Việc nạp đạn phải làm bằng tay, sẽ cần 2 người để thay đạn, mỗi lần thay mất khoảng 5 phút. Do tốc độ bắn quá cao nên nó phát ra tiếng "zitttt" rất đặc trưng, đây cũng là lý do khẩu pháo này còn có tên gọi "Sea-whiz" có nghĩa là "Tiếng rít của đại dương"
Tùy theo mục tiêu đường không hay mặt đất mà pháo sẽ bắn ra đạn nổ mảnh hoặc xuyên giáp (thông thường 1 hộp tiếp đạn chứa đạn nổ mảnh trong khi hộp còn lại mang đạn xuyên giáp). Đạn xuyên giáp vỏ tự huỷ (APDS) 20 mm của Mk-15 sử dụng đầu xuyên 15 mm bằng kim loại nặng (wolfram hoặc uran nghèo) được bao quanh bằng một guốc đạn plastic và một phần đáy kim loại nhẹ. Vỏ đạn sau khi bắn sẽ được đẩy ra từ phần dưới của bệ pháo theo hướng về phía trước.
Cấu hình ban đầu của hệ thống Phalanx sử dụng cho các tàu của hải quân Mỹ được gọi là Block 0 để tạo ra lớp phòng thủ tên lửa đối hạm cơ bản chống các loại tên lửa đối hạm siêu âm, không vận động bay thấp hiện nay (ASM). Cấu hình Block A1 kết hợp một máy tính ngôn ngữ lập trình bậc cao (HOLC) nhằm tạo ra năng suất xử lý tốt hơn so với máy tính số đa dụng lạc hậu, các thuật toán điều khiển hoả lực đã được cải thiện để đối phó với các mục tiêu cơ động, tìm kiếm các toạ độ vũ khí để quản lý tác chiến tốt hơn và  chức năng kiểm tra toàn bộ (từ đầu đến cuối) để xác định những sai hỏng hệ thống. Nâng cấp chế độ mặt biển (Surface Mode Upgrade) Block 1B xây dựng trên những khả năng hiện có của cấu hình Block 1A với việc bổ sung các nòng pháo tối ưu (Optimised Gun Barrels - OGB) mới, đem lại tuổi thọ nòng súng cao, độ tản mát đạn được cải thiện và cự ly tác chiến tăng lên. Cả những nâng cấp cấu hình Block 1A và 1B đều tạo ra vùng bao quát góc tà tăng, không gian chứa đạn lớn hơn nhằm đạt dung tích thùng đạn từ 989 viên đến 1550 viên, và tăng tốc độ bắn lên 4500 phát/phút. Hệ Phalanx cũng có thể giao diện với bất kỳ hệ thống chiến đấu nào của tàu để cung cấp khả năng điều khiển khiển hoả lực và cung cấp thêm thông tin sensor, cũng như có thể chỉ điểm mục tiêu cho các vũ khí trên tàu như tên lửa khung khí động tròn xoay (RAM) của Raytheon.
Khi lọt vào tầm bắn của Phalanx CIWS, mọi mục tiêu - từ máy bay, tên lửa, bom hay đạn pháo - đều không thể thoát. Hệ thống pháo cao tốc này được điều khiển tự động hoàn toàn tvà chỉ cần 1 người giám sát. Phalanx CIWS có thể tiêu diệt mục tiêu ở khoảng cách 3,6 km. Trong một số điều kiện tác chiến, hệ thống Phalanx CIWS còn có thể bắn hạ các mục tiêu trên mặt nước, bao gồm các chiến hạm của đối phương. 

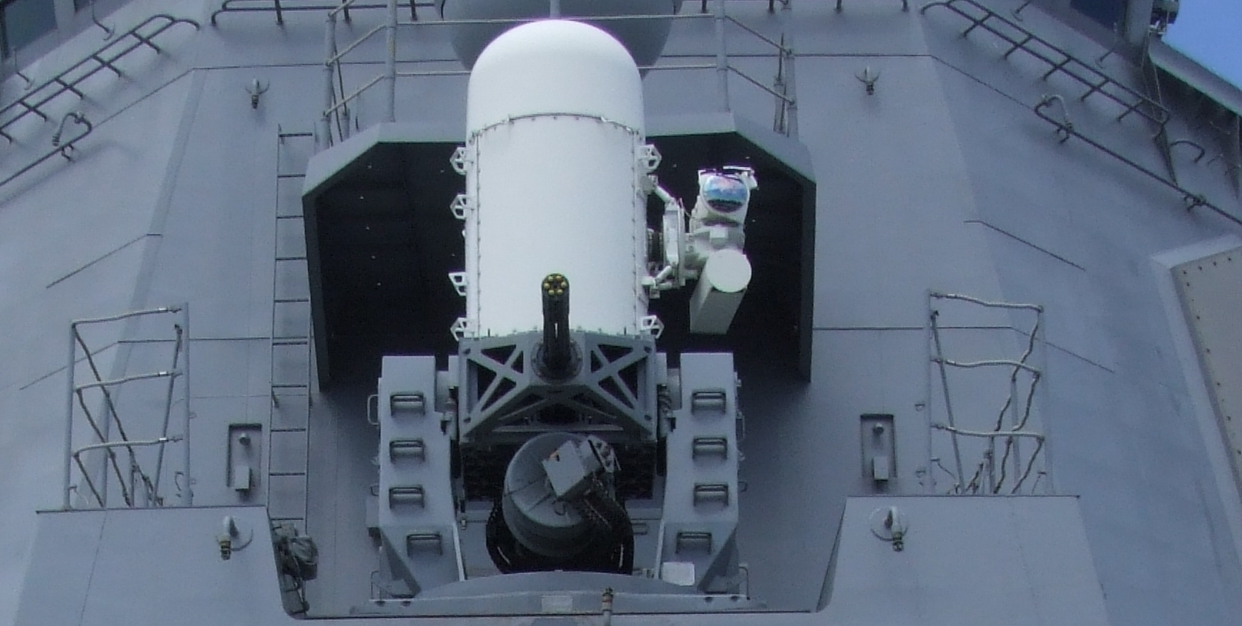
Hệ thống phòng không tầm gần (CIWS) Mk-15 Phalanx của tàu JDS Kirishima DDG-174.
Tranh vẽ hệ thống Mk-15 Phalanx của JDS Mirai (DDH-182) trong trạng thái trực chiến.
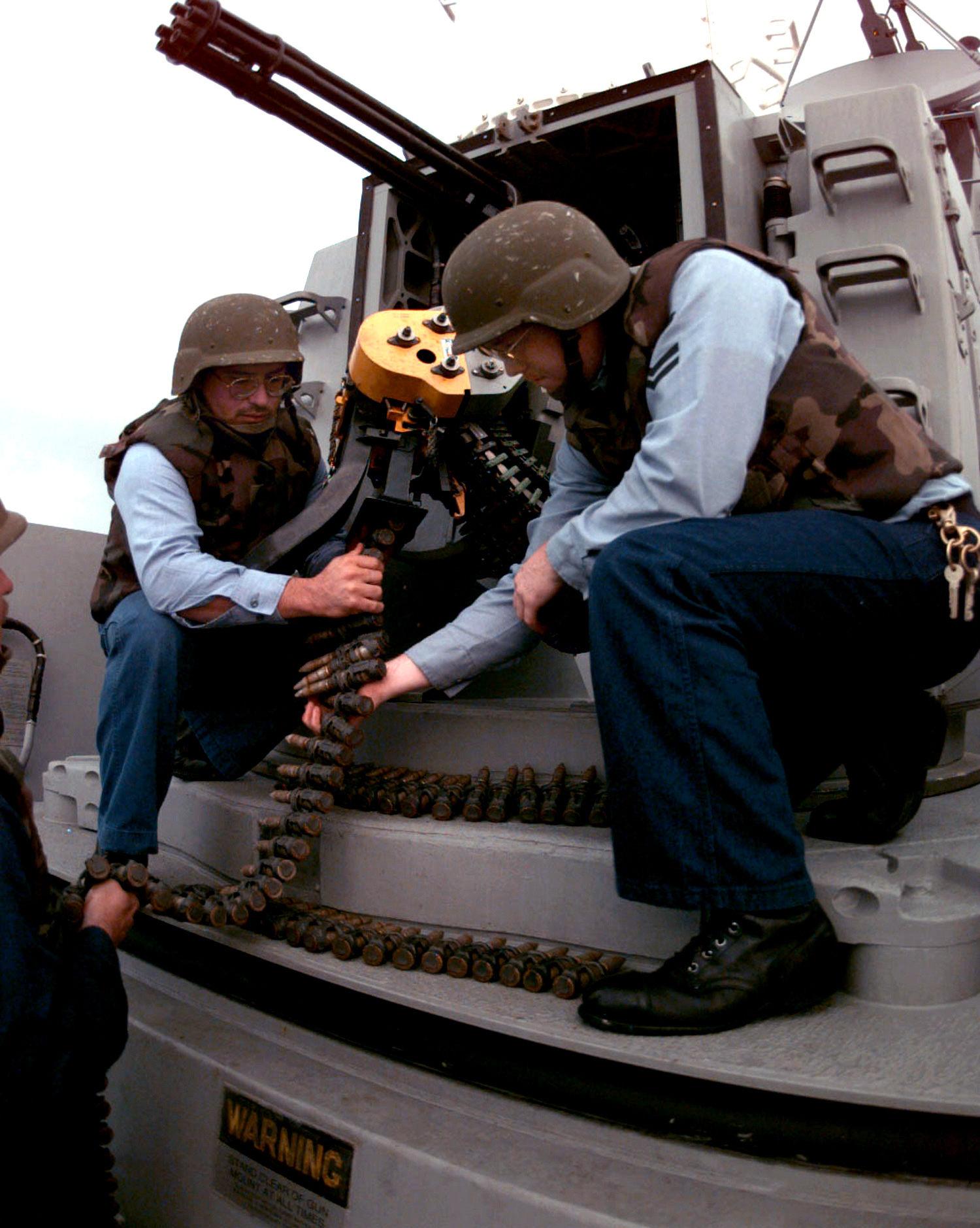
Nạp đạn 20mm cho hệ thống Mk-15 Phalanx trên tàu USS John S. McCain (DDG 56), ngoài khơi vùng biển phía nam Iraq, ngày 11 tháng 2 năm 1998.

## Ngư lôi

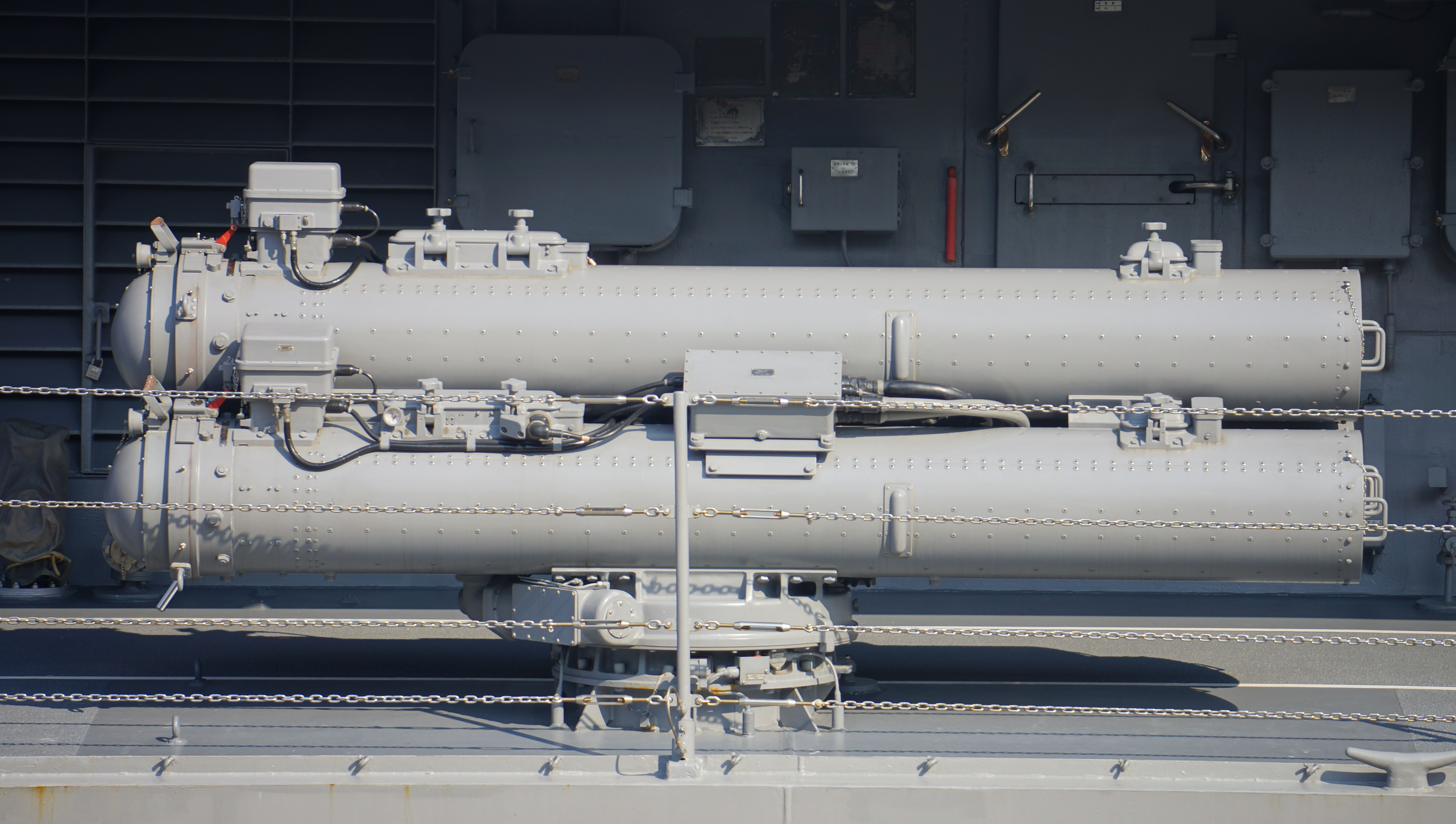
Cụm phóng ngư lôi với 3 ống phóng 324mm HOS-302

Tàu khu trục Kongo được trang bị 2 cụm phóng ngư lôi với 3 ống phóng 324mm HOS-302 sử dụng ngư lôi Mk-46. HOS-302 là phiên bản do Watanabe Iron Works Co., Ltd. sản xuất trong nước theo giấy phép hệ thống phóng Mk 32 của Mỹ, có khả năng bắn các loại ngư lôi Mk-44/46/50/54 theo chuẩn Mỹ. Hệ thống phóng được thiết kế có khả năng xoay, điều hướng và bắn từ xa (riêng việc bắn có thể thực hiện tại chỗ bằng tay) nhắm tới mục tiêu cần diệt. Các ống phóng được làm từ vật liệu sợi thủy tinh hoặc kim loại, bên trong ống được bọc một lớp sợi thủy tinh để có thể bảo quản ngư lôi trong điều kiện thời tiết khắc nghiệt của Nhật Bản.
Chương trình chế tạo ngư lôi Mk-46 được bắt đầu vào năm 1960 nhằm thay thế cho ngư lôi Mk-44 đã lạc hậu. Ngư lôi Mk-46 chính thức được đưa vào trang bị năm 1967. Ngư lôi Mk-46 có vỏ làm bằng hợp kim nhôm, chiều dài 2,591m, đường kính 0,324m, trọng lượng 230,4 kg, vận tốc hành trình 45 hải lý (83,4 km/h) tầm bắn 11 km, khả năng lặn sâu 455m, hệ thống dẫn đường thủy âm chủ động - thụ động, đầu đạn nổ phá PBXN-103 43,1 kg, đầu nổ tiếp xúc, động cơ phản lực nước chạy điện giúp giảm tối đa độ ồn. Nguồn năng lượng được cung cấp bởi hệ thống ắc quy điện kẽm - bạc (cung cấp năng lượng cho động cơ điện công suất 35 mã lực). Mk-46 được trang bị 2 chân vịt quay ngược nhau.
Ngư lôi Mk-46 được phóng không tái nạp bằng cách nén không khí trong 2 bộ chứa thuốc súng phía sau. Sau khi phóng, ngư lôi được thả bằng dù và bắn sau khi lao xuống nước. Sau đó, Mk-46 bắt đầu tìm kiếm mục tiêu và cơ động theo đường ốc xoắn. Hệ thống dẫn đường có khả năng phát hiện mục tiêu ở cự ly đến 595m. Sau khi phát hiện mục tiêu, ngư lôi bắt đầu lao đến mục tiêu với vận tốc rất nhanh. Trong trường hợp tấn công không thành công, hệ thống dẫn đường cho phép tiến hành tấn công lại.
Ngoài ra, tàu cũng có thể sử dụng các loại ngư lôi khác như Mk-50, Mk-54 hay loại Type 73 (tương đương Mk-46) do Nhật tự phát triển.

## Trực thăng săn ngầm
Tương tự như các tàu lớp Arleight Burke Flight I,  Kongo không có nhà chứa máy bay, nhưng tàu có sàn đáp và hệ thống tiếp nhiên liệu đủ cho 2 trực thăng săn ngầm SH-60K. Ngoài ra, để kết nối với thiết bị xử lý thông tin chiến thuật (HCDS) lắp trong SH-60K , tàu còn được lắp đặt hệ thống liên kết dữ liệu trực thăng ORQ-1.
SH-60K Sea Hawk được Mitsubishi Heavy Industries chế tạo dựa trên cơ sở SH-60J. SH-60K chính thức được đưa vào hoạt động trong biên chế của JMSDF vào tháng 8 năm 2005. Đến năm 2020, đã có 68 chiếc SH-60K được xuất xưởng.
SH-60K có thể bay cách tàu mẹ đến 100 dặm và duy trì trên căn cứ trong vài giờ. Việc liên lạc giữa SH-60K và tàu mẹ được thực hiện bởi hệ thống liên kết dữ liệu ORQ-1C-2 (TACLINK). Máy bay có thể thực hiện các nhiệm vụ cảnh giới, tìm kiếm và cứu hộ, chỉ thị mục tiêu cho tên lửa, chiến đấu chống hạm, chống ngầm và tác chiến đột kích trong mọi thời tiết.
SH-60K được trang bị sonar nhúng HQS-104, radar mảng pha quét chủ động HPS-104 và hệ thống tác chiến điện tử HLR-108. Bốn mấu cứng của máy bay có thể gắn ngư lôi hạng nhẹ Type 97, bom chống ngầm và tên lửa không đối hải AGM-114M Hellfire II. Ngoài ra, SH-60K còn được trang bị một súng đại liên 7,62mm Type 74.
SH-60K có cánh quạt chính và cánh quạt đuôi bốn lá được chế tạo bằng composite, riêng mép trước và phần đầu của cánh quạt chính sử dụng sợi Kevlar. 2 động cơ dẫn động trục Ishikawa-Harima T700-IHI-402C (sản xuất theo giấy phép của General Electric) công suất 3.400 mã lực được lắp cạnh nhau trên đỉnh cabin với một ống hút không khí ở cạnh bệ quạt và các lỗ thoát khí ở phía sau bệ. Máy bay có tầm bay xa tới hơn 800 km, tốc độ tối đa 240 km/h. Các thùng nhiên liệu bên trong của SH-60K chứa được 2.250 lít. Máy bay có thể dùng được hệ thống tiếp nhiên liệu trên không. SH-60K có thể mang trên 1.800 kg hàng bên trong. Các móc hàng bên ngoài có thể mang lượng hàng lên tới 2.725 kg.

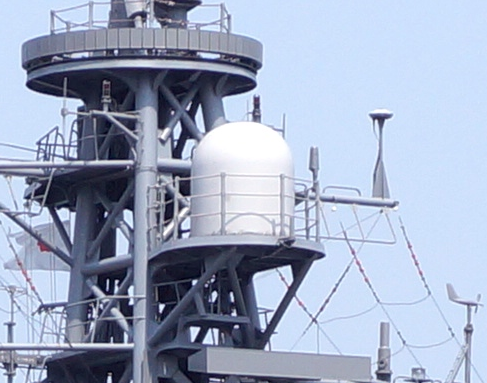
Hệ thống liên kết dữ liệu (TACLINK) ORQ-1.
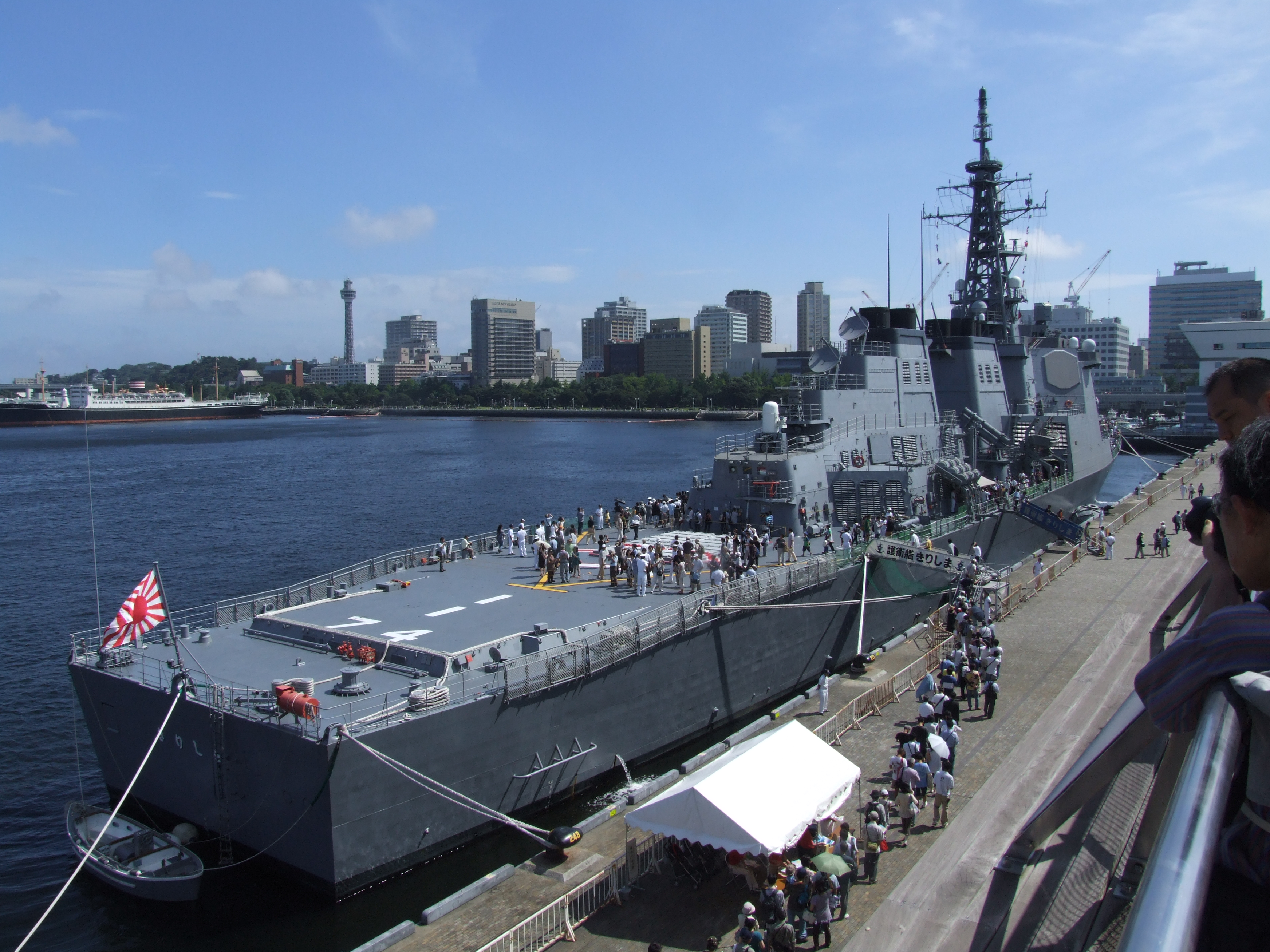
Sàn đáp trực thăng của tàu khu trục JDS Kirishima DDG-174.
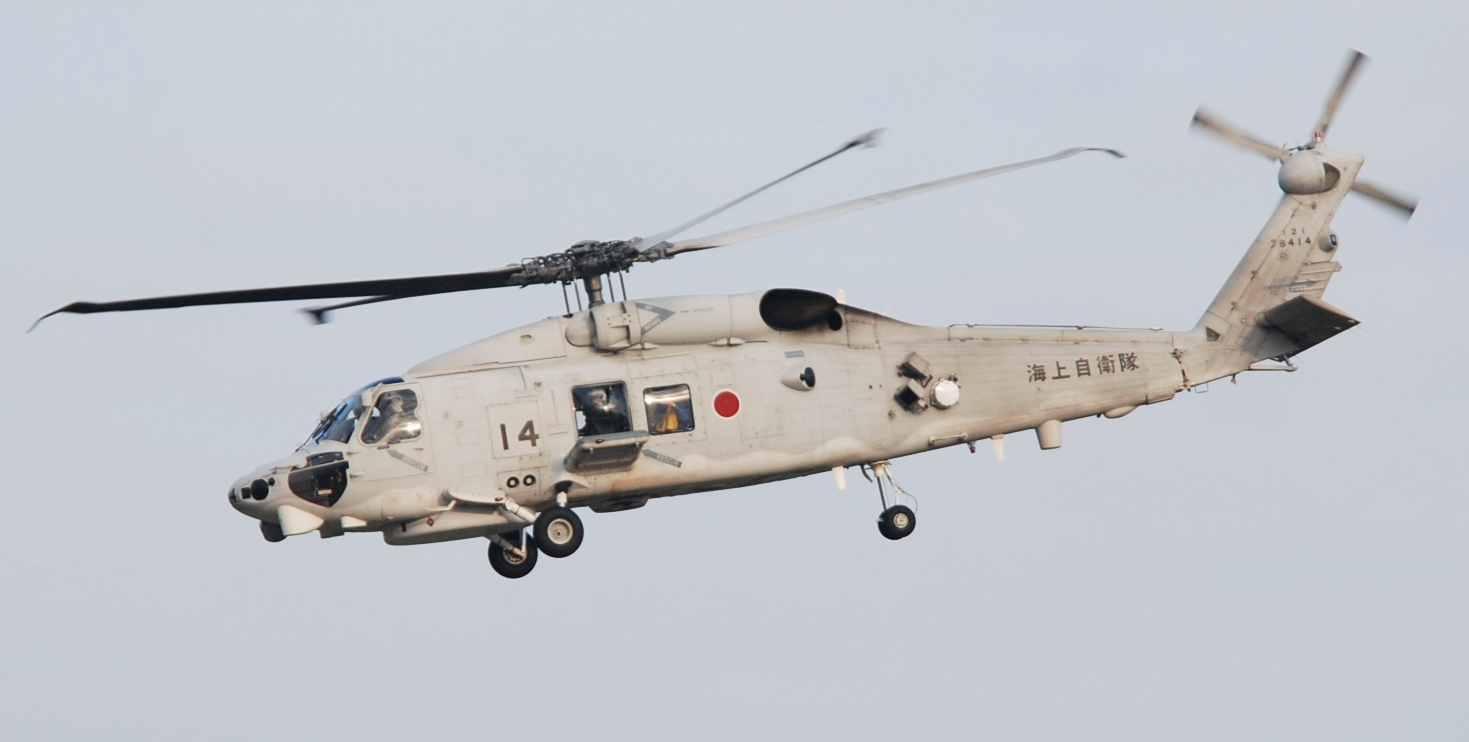
Trực thăng săn ngầm SH-60K Sea Hawk.

## Hệ thống động lực
Tàu khu trục lớp Kongo được trang bị hệ thống động lực kết hợp tuabin khí COGAG (tức là kiểu hệ thống động cơ kết hợp 2 tuabin khí để quay một chân vịt) bao gồm: 4 động cơ tuabin khí Ishikawajima Harima LM2500 (sản xuất theo giấy phép của General Electric) 25.000 mã lực và 3 máy phát điện tuabin khí Allison 501 K-34 công suất 2.500 kW. Các động cơ này kết nối với nhau thông qua 3 hộp số và 2 bộ ly hợp, truyền động ra 2 chân vịt 5 lá cung cấp công suất đầu ra tổng cộng 100.000 mã lực. Sự kết hợp này giúp tiết kiệm nhiên liệu, giảm tối đa tiếng ồn khi hoạt động, đồng thời, giảm chi phí, kéo dài thời gian giữa 2 lần bảo dưỡng. 4 động cơ tuabin khí của tàu có khả năng chuyển từ trạng thái nguội sang trạng thái công suất cực đại trong vòng 15 phút. Ngoài ra, tàu còn được lắp đặt bộ tản nhiệt tiên tiến giúp giảm đối đa bức xạ hồng ngoại khi hoạt động, nâng cao khả năng tránh các biện pháp dò tìm bằng hồng ngoại của đối phương. Hệ thống động lực này giúp tàu đạt tốc độ tối đa đạt 30 hải lý/h (56 km/h) phạm vi hoạt động 6.000 hải lý, tốc độ hành trình 18 hải lý/h, tàu có khả năng hoạt động liên tục 50 ngày trên biển.
Hệ thống động lực COGAG có thời gian hoạt động tới 30.000 giờ trước khi cần đại tu. Để đảm bảo cho các động cơ này hoạt động hiệu quả, những binh sĩ kỹ thuật thuộc JMSDF làm việc dưới khoang máy của tàu phải luôn túc trực 24/24 không lúc nào ngơi việc dù toàn bộ hệ thống trên tàu đều được điều khiển, kiểm soát và giám sát một cách hoàn toàn tự động.Làm việc trong môi trường có tiếng ồn lớn yêu cầu những binh sĩ JMSDF làm việc trong phòng máy trên tàu luôn phải mang theo nút bịt tay để tránh thính giác của mình bị ảnh hưởng, tuy nhiên nút bịt tay này cũng chỉ hạn chế được phần nào tiếng ồn, sau một thời gian dài làm việc trong phòng máy trên tàu phần lớn các binh sĩ đểu bị "nghễnh ngãng" dần dần.
Hầu hết trang thiết bị trên tàu kể cả trong khoang máy cũng đều được tự động hóa và điều khiển qua máy tính hoàn toàn. Hệ thống giám sát sẽ theo dõi sát sao các thông số của hệ thống động cơ, đưa ra các cảnh báo kịp thời để các binh sĩ khắc phục, trong trường hợp một trong các động cơ gặp sự cố, bộ ly hợp cho phép ngắt hoạt động của động cơ để tiến hành sửa chữa mà không ảnh hưởng đến khả năng hoạt động của tàu. Dù được tự động hóa khá nhiều, tuy nhiên công việc chính của những binh sĩ kỹ thuật lại là bảo dưỡng các thiết bị trên tàu để đảm bảo chúng hoạt động với hiệu suất cao nhất. Với một hệ thống lớn tới 4 động cơ và 30 tuabin khí, các binh sĩ kỹ thuật phục vụ trong khoang máy trên các tàu khu trục lớp Kongo thường ít khi được ngơi tay.
Bảo dưỡng các chi tiết nhỏ là công việc khó khăn hơn cả dù không cần phải chui rúc vào những góc nóng nực chật hẹp của khoang máy nhưng các binh bĩ kỹ thuật lại phải đảm bảo được độ chính xác cao và yêu cầu thêm cả sự khéo léo nữa. Các chi tiết nhỏ trên tàu có thể là các hệ thống cảm biến, các hệ thống chíp điều khiển của các thiết bị máy tính.

## Danh sách
| Số hiệu | Tên       | Đặt lườn            | Hạ thủy             | Đưa vào biên chế    | Cảng nhà                      |
| ------- | --------- | ------------------- | ------------------- | ------------------- | ----------------------------- |
| DDG-173 | Kongō     | 8 tháng 5 năm 1990  | 26 tháng 9 năm 1991 | 25 tháng 3 năm 1993 | Luân phiên Yokosuka và Sasebo |
| DDG-174 | Kirishima | 7 tháng 4 năm 1992  | 19 tháng 8 năm 1993 | 16 tháng 3 năm 1995 | Luân phiên Yokosuka và Sasebo |
| DDG-175 | Myōkō     | 8 tháng 4 năm 1993  | 5 tháng 10 năm 1994 | 14 tháng 3 năm 1996 | Maizuru                       |
| DDG-176 | Chōkai    | 29 tháng 5 năm 1995 | 27 tháng 8 năm 1996 | 20 tháng 3 năm 1998 | Luân phiên Kure và Sasebo     |